# Bayreuth Hauptbahnhof
Bayreuth Hauptbahnhof ist der größte Bahnhof in Bayreuth sowie die bedeutendste der vier – von ehemals zehn – im heutigen Stadtgebiet bestehenden Bahnstationen. Er ist Ausgangs- oder Endpunkt von vier eingleisigen, nicht elektrifizierten Bahnstrecken, drei davon sind Hauptbahnen. Der Bahnhof liegt im Verbundgebiet des Verkehrsverbunds Großraum Nürnberg.

## Geschichte bis 1945

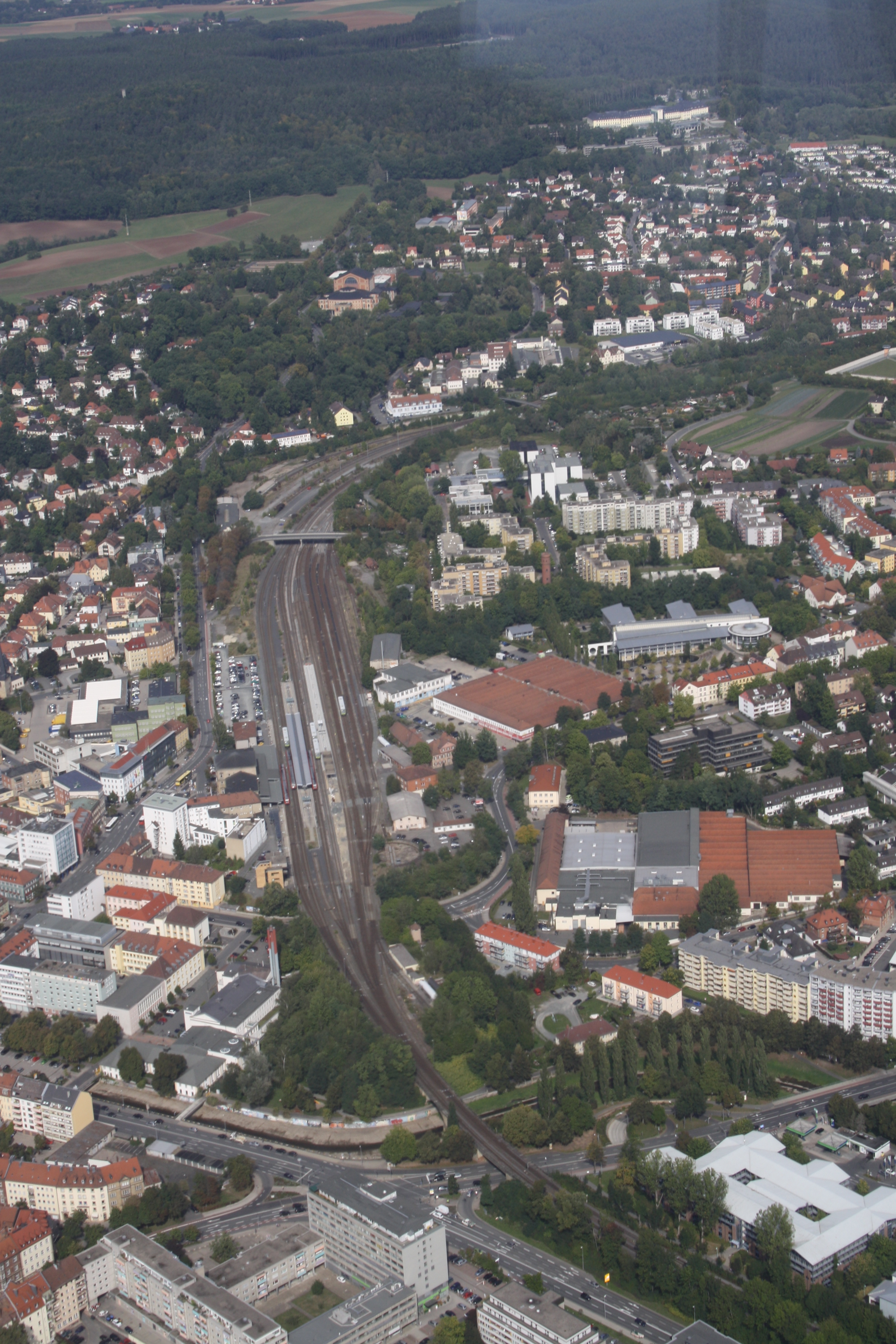
Hauptbahnhof Bayreuth (Blick nach Norden)

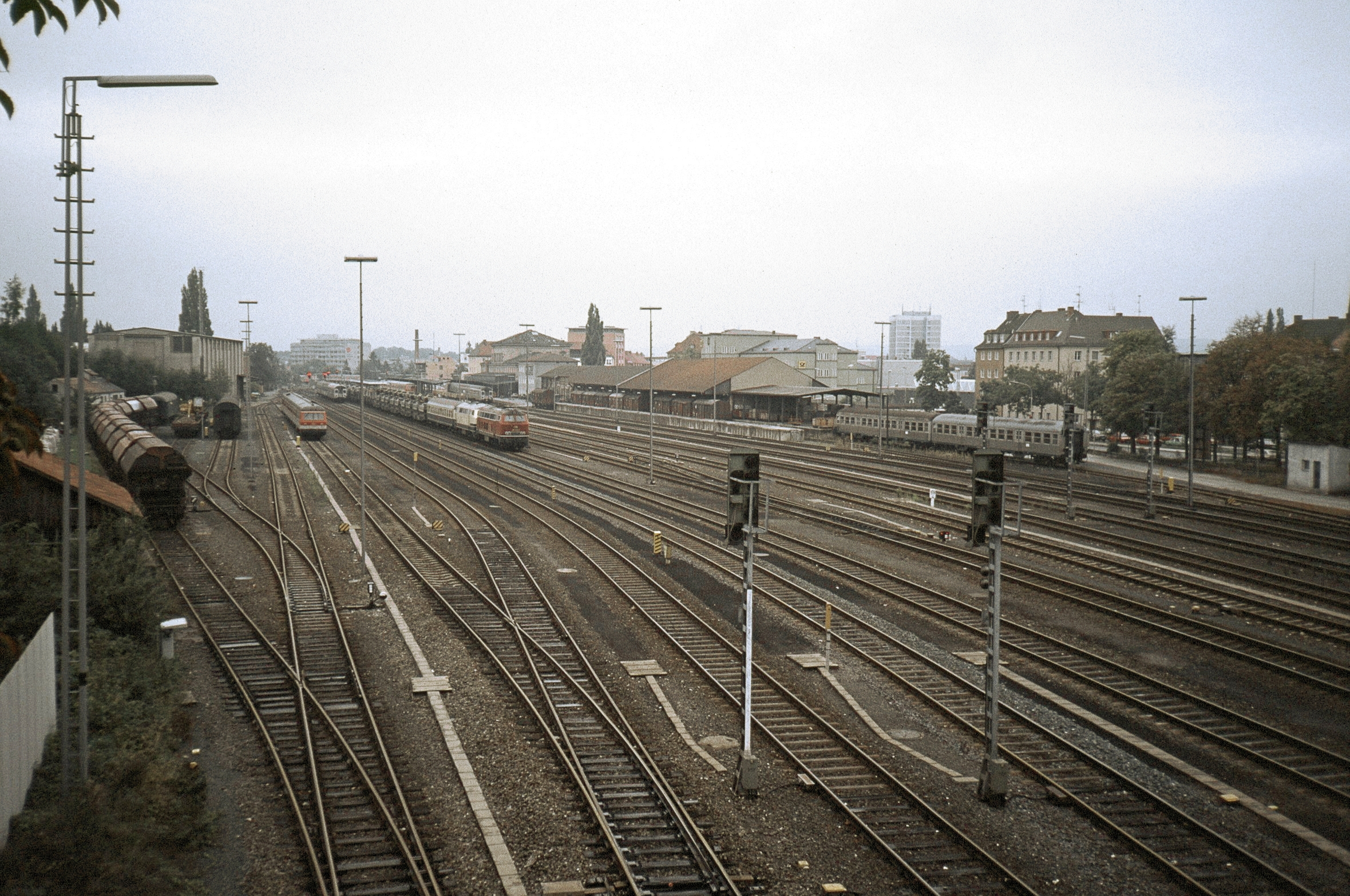
Hauptbahnhof Bayreuth mit Güterhalle für die Stückgutabfertigung, 1987

Das Stationsgebäude von 1856, rechts davon die Einsteighalle, dahinter die Mechanische Baumwoll-Spinnerei

### Die Strecken

#### Bau derPachtbahnund erste Stationsgebäude
Am 28. November 1853 erhielt die Stadt mit der Eröffnung der Bahnstrecke von Neuenmarkt Anschluss an das bayerische Eisenbahnnetz. Dieses bestand damals lediglich aus der Bahnstrecke von Kempten (Allgäu) über Nürnberg und Bamberg nach Hof, der sogenannten Ludwig-Süd-Nord-Bahn, mit einem südlichen Abzweig nach München und einem nördlichen nach Schweinfurt.
Nachdem mehrere Gesuche des Stadtmagistrats (erstmals am 18. März 1836), diese Strecke über Bayreuth zu führen, abschlägig beschieden worden waren, bat die Stadt am 30. Juli 1844 erstmals um die Genehmigung für Vorarbeiten zum Anschluss durch eine Zweigbahn. Am 31. Januar 1845 folgte das Gesuch um die Erlaubnis zur Gründung einer Aktiengesellschaft für deren Bau. Auch diesen Bemühungen war kein Erfolg beschieden, die Angelegenheit wurde in der Landeshauptstadt München am 18. Oktober 1845 „ad acta“ gelegt.
Ein nächstes Gesuch im Jahr 1850 hingegen war von Erfolg gekrönt. Eine Königliche Entschließung vom 25. Juli des Jahres lautete: „Wir gestatten, daß in den geeigneten Fällen von den betreffenden Staatsministerien Anträge auf Pachtung des Betriebs von Privat-Eisenbahnen für Rechnung des Staates an Uns gebracht werden.“ Der in der Folge zwischen der Stadtgemeinde Bayreuth und der „Königlich Bayerischen Staatsregierung“ geschlossene Vertrag beinhaltete die Finanzierung und den Bau der Bahn einschließlich aller Hochbauten durch die Stadt. Der Betrieb wurde für die Dauer von 50 Jahren der Staatsregierung zur Pacht überlassen, bei einem am Ende jedes Etatjahres zu entrichtenden „Pachtschillings“ von 55.000 Gulden (nach anderen Angaben 80.000 Gulden). Die Regierung verpflichtete sich zum Betrieb der Bahn und behielt sich ein Kaufrecht gegen Entrichtung des Baukapitals vor. Auf dieser Grundlage wurde die erste bayerische Pachtbahn ab Oktober 1852 gebaut und am 28. November 1853 eröffnet. Betrieben wurde die Stichstrecke von den Königlich Bayerischen Staatseisenbahnen (K.Bay.Sts.B.).
Während die weitgehend durch das Tal der Trebgast verlaufende Strecke zügig gebaut werden konnte, wurde über ihren Endpunkt in Bayreuth zunächst diskutiert. Bürger und Kaufleute favorisierten einen zentrumsnahen Bahnhof im Tal des Roten Mains an der Schwarzen Allee (der heutigen Kanalstraße). Eine am 27. Mai 1853 nach Bayreuth entsandte Ministerialkommission sprach sich jedoch für den letztlich gewählten Standort am damaligen Brandenburger Tor aus. Ein Bahnhof an der Schwarzen Allee hätte eine Überbrückung des Flusses erforderlich gemacht und das Gebiet sei überschwemmungsgefährdet gewesen. Die verfügbare Fläche wäre zu klein und die Zufahrten „höchst beschränkt“. Gegenüber dem Standort am Brandenburger Tor hätte sich ein Mehraufwand von 200.000 Gulden ergeben, der höhere Personalaufwand nicht eingerechnet. Auch hätte eine Steigung von mehr als 1:100 in Kauf genommen werden und viele hundert Bäume hätten geopfert werden müssen, „welches wahrhaft barbarische Vorgehen wohl nur durch die dringendste Notwendigkeit zu rechtfertigen sein möchte“. Die entsprechenden Argumente galten weitgehend für den unweit gelegenen Alternativvorschlag an der Herrenwiese östlich des Luitpoldplatzes.
Das entscheidende Argument für den Standort Brandenburger Tor dürfte die Perspektive gewesen sein, von dort aus später in Richtung Süden und Osten weiterbauen zu können, „ohne eine für den Betrieb mißliche Kopfstation zu erhalten“. Somit entstand dort eine Bahnhofsanlage, ehe das zugehörige Gebäude überhaupt geplant war. Zunächst musste daher „ein ziemlich solides Provisorium“ als Stationsgebäude herhalten, vermutlich handelte es sich um eine beim Trassenbau in der Ortschaft Schlömen verwendete Bauhütte.
Der erste Bahnhof war ein Kopfbahnhof, dessen Terrain von Norden her etwa in Höhe der Südmauer des heutigen Bahnhofsgebäudes endete. Der Tag der Eröffnung war zugleich Geburtstag „Seiner Majestät unseres allgeliebten Königs“. Am Rande einer festlich geschmückten Stadt wurde „die Bayreuth-Neuenmarkter Eisenbahn von einer hohen Ministerial-Commision feierlich eröffnet“. Unter Kanonendonner fuhr gegen 10:35 Uhr die Lokomotive BAYREUTH, eine dreiachsige Maschine der Gattung B IV, mit ihrem Zug in den Bahnhof ein. An Hochbauten existierten neben dem „Stationsgebäude“ „eine Lokomotivremise samt Anheizhaus mit zwei Ständen, eine Torf- und Kohlenschupfe, eine Ladehalle, eine Lade- und Viehrampe, ein Waaghäuschen und eine Ladeschablone“.
Mit dem Bau eines soliden Stationsgebäudes wurde erst im August 1856 begonnen, fast drei Jahre nach der Eröffnung der Bahn. Fertiggestellt wurde es vermutlich erst nach 1857. Es entstand ein zweigeschossiges Bauwerk im neugotischen Stil, mit Spitzbogenfenstern und einem vorspringenden Mittelrisalit mit Glockentürmchen. Das Gebäude stand schräg zur Gleisachse, mit der Front zu der in die Stadt führenden Jägerstraße (seit 1889: Bahnhofstraße). Ein gebogener überdachter Verbindungsgang führte zur in der Gleisachse liegenden „Einsteighalle“, deren Dach auf fünf Meter hohen gusseisernen Säulen ruhte. Das Bahnhofsgebäude erfüllte diese Funktion nur bis 1879. Dort verblieben die Eisenbahn-Betriebs- und Bauinspektion sowie einige Dienstwohnungen in der ersten Etage. Die übrigen Räume wurden der Königlich Bayerischen Post überlassen. Erst im April 1945 verschwand das Gebäude im Bombenhagel der Alliierten.
Zunächst gab es vermutlich nur vier Gleise, von denen drei am südlichen Bahnhofsende in eine Drehscheibe mündeten.

#### Die Ostbahn
Zehn Jahre lang blieb der Bayreuther Bahnhof ein Kopfbahnhof, bis von Weiden her die Bayerische Ostbahn die Stadt erreichte. Mehrfach hatte der Stadtmagistrat bereits um eine Eisenbahnverbindung nach Amberg ersucht. Statt einer Strecke der Staatsbahn dorthin wurde 1862 jedoch, auf Vorschlag der Stadt Weiden, eine Strecke der „Königlich privilegierten Actiengesellschaft der bayerischen Ostbahnen“ konzessioniert. Sie berührte den Staatsbahnhof von Süden, dort wurden umfangreichere Gleisanlagen als die bisher vorhandenen errichtet. Zugleich wurde der „Ostbahnhof“ (mit eigenem Güterschuppen, Lokschuppen, Wagenremise und Dienstwohnhaus) aber mit dem „Staatsbahnhof“ verknüpft. Sechs Gleise führten am Brandenburger Thor über die Staats-Straße von Bayreuth nach Berneck, die die Grenze zwischen den beiden Anlagen darstellte. Die Ostbahn war von vornherein für einen zweigleisigen Ausbau vorgesehen, was an den Kunstbauten unschwer zu erkennen ist. Es blieb jedoch, bis auf einen Abschnitt am Stadtrand (von 1939 bis 1971) am 1910 eingerichteten Haltepunkt Eremitage, bei der Eingleisigkeit. An der Dürschnitz entstand ein beschrankter Bahnübergang, der bis 1967 in Betrieb war.
Die Ostbahn wurde am 1. Dezember 1863 mit einem großen Festessen eingeweiht, zu dem „288 illustre Persönlichkeiten“, darunter sechs bayerische Minister und der Bayreuther Rabbiner, geladen waren. Mit ihrer Inbetriebnahme entstand eine durchgehende Strecke von Hof nach Regensburg, Bayreuth wurde zum Durchgangsbahnhof. Im Personenverkehr wurden die vorhandenen Anlagen der Pachtbahn mitbenutzt, aufeinander abgestimmte Anschlüsse oder gar einen durchgehenden Verkehr gab es zunächst aber kaum. Pro Richtung existierte nur eine akzeptable Umsteigeverbindung, das Kursbuch vom 1. August 1864 verzeichnete dann immerhin bereits zwei. Die Züge (zwei Personenzüge, ein Gemischter Zug und ein Güterzug pro Werktag) verkehrten in der Regel über Weiden hinaus, zunächst bis zum vorläufigen Endpunkt Schwandorf. Nach dem Weiterbau der Ostbahn bis Regensburg verkehrten über Bayreuth bereits durchgehende Reisezüge („Courierzüge“ nur mit I. und II. Wagenklasse) ohne Wagenwechsel zwischen Köln und Wien.
Am 1. Januar 1876 wurde die Ostbahn verstaatlicht und gehörte fortan zu den Königlich Bayerischen Staatseisenbahnen.

#### DieFichtelgebirgsbahnund das dritte Stationsgebäude

Plan des Bahnhofs von 1890

Zweites (links) und drittes Empfangsgebäude, 1908

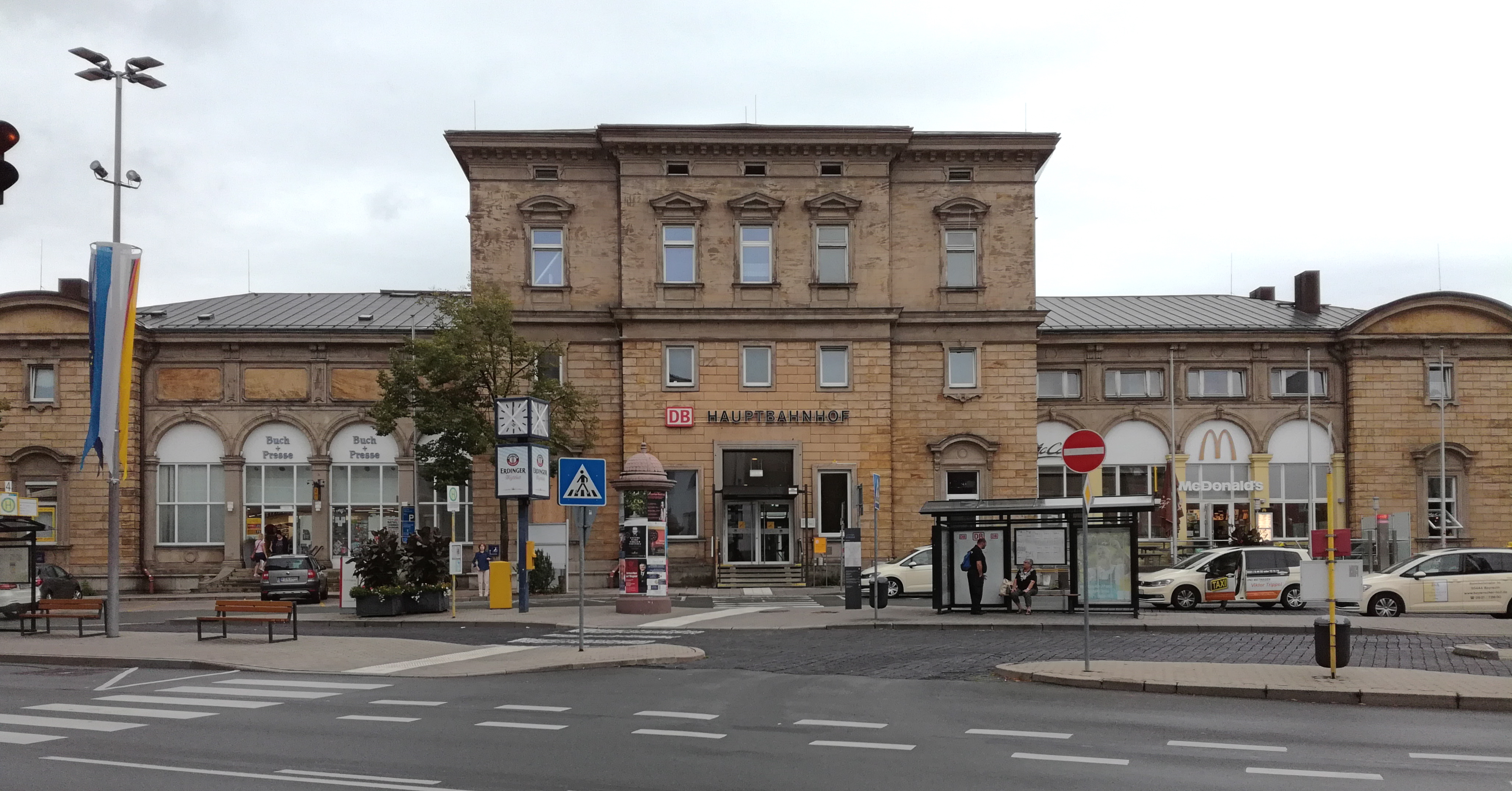
Drittes (aktuelles) Empfangsgebäude

Eine Strecke aus Richtung Nürnberg war bereits 1836 beantragt worden. Zwei Projekte mit Strecken über Gräfenberg oder Ebermannstadt stammen aus dem Jahr 1863. Genehmigt wurde 1869 die Führung durch das Pegnitztal, obwohl sie sieben Tunnel mit einer Gesamtlänge von 1502 Meter und zahlreiche Brücken erforderlich machte. Im Bayreuther Bereich begannen die Bauarbeiten im Spätsommer 1875, am 15. Juli 1877 wurde die Bahnstrecke Nürnberg–Bayreuth ohne großes Zeremoniell eröffnet. Die als Fichtelgebirgsbahn bezeichnete Strecke trifft im Ortsteil Kreuzstein auf das Gleis von Weiden und verläuft auf 1,6 Kilometer Länge parallel zu diesem.  Der Fahrplan vom 15. Oktober 1877 weist drei durchgehende Zugpaare nach Nürnberg aus, darunter zwei Gemischte Züge.
Während der Vorbereitungen zu den ersten Richard-Wagner-Festspielen erkannte man 1876, dass das Bahnhofsgebäude angesichts der erwarteten Zahl der Gäste den Anforderungen nicht mehr genügte. Eine angereiste Kommission entschied sich für einen Neubau parallel zu den Gleisen, zudem sollte der Straßenübergang nach Sankt Georgen durch einen Tunnel unter dem Bahnkörper ersetzt werden. Bis 1879 erfolgte der Bau des neuen Empfangsgebäudes. Das alte Gebäude wurde unter anderem von der Eisenbahn-Betriebs- und Bauinspektion und der Königlich Bayerischen Post weitergenutzt.
Planungen in der Zeit des Nationalsozialismus sahen vor, die Fichtelgebirgsbahn mit der Ostbahn über einen neu zu errichtenden Südbahnhof miteinander zu verbinden und die Schnellzüge der Relation Nürnberg–Dresden fortan über Bayreuth zu führen. Durch die Umgehung des Hauptbahnhofs hätte ein zeitraubender Fahrtrichtungswechsel der Züge vermieden werden können. Am 25. August 1939 wurde deshalb der zuständige Ministerialdirektor des Reichsverkehrsministeriums in der Stadt erwartet. Wegen der drohenden Kriegsgefahr wurde der Termin kurzfristig abgesagt, weitere Maßnahmen unterblieben.

#### Die Nebenbahn nach Warmensteinach

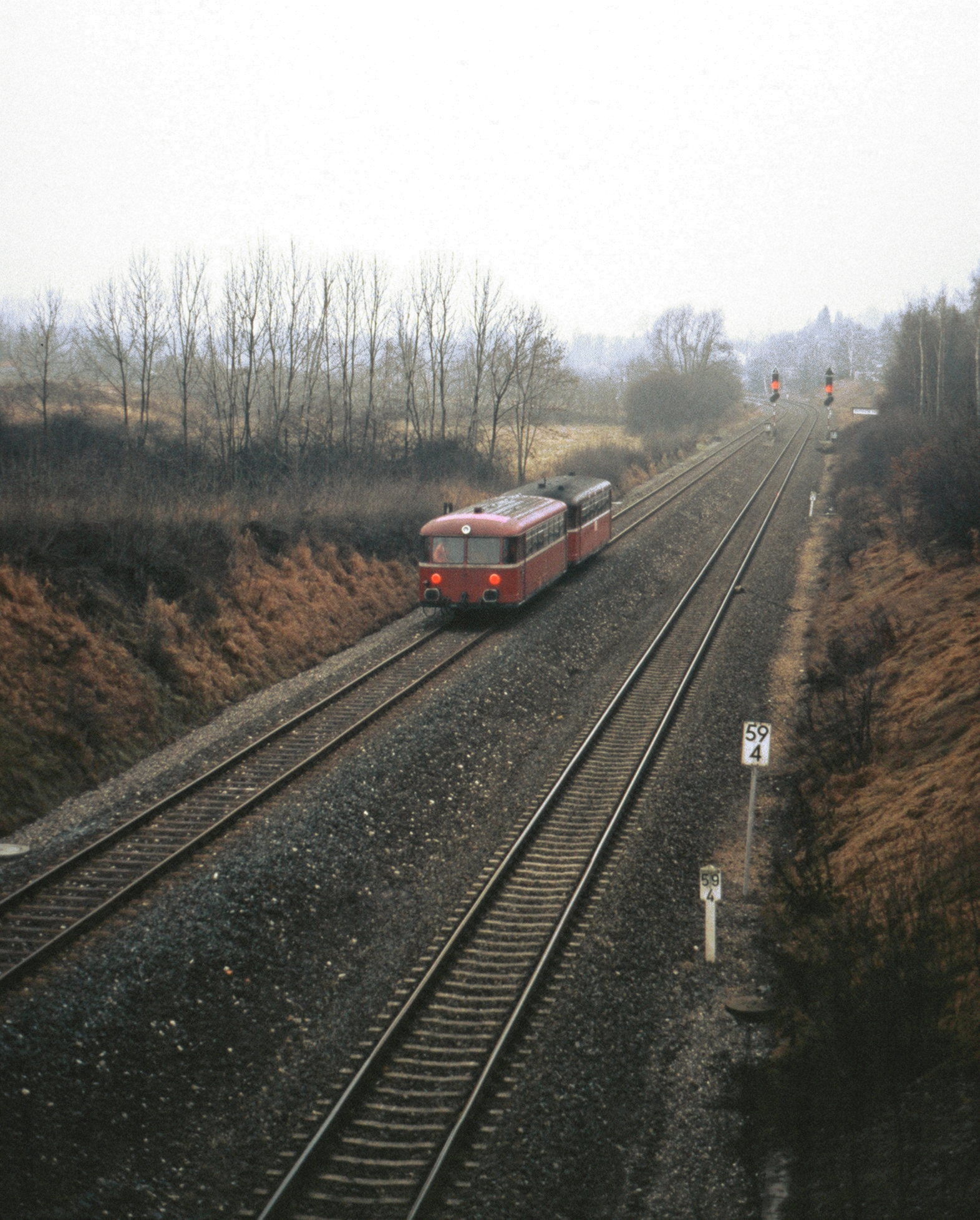
Schienenbus aus Warmensteinach, im Hintergrund die Einfahrsignale der Warmensteinacher Bahn (links) und der Pachtbahn, 1987

Das Fichtelgebirge wurde von allen Seiten von insgesamt sieben Stichbahnen erschlossen. 1890 wurde die Bahnstrecke Neusorg–Fichtelberg in Betrieb genommen, als zweite am 15. August 1896 die Bahnstrecke Bayreuth–Warmensteinach. Sie war die erste von Bayreuth ausgehende Nebenbahn.
Bereits im Januar 1888 hatte der Stadtmagistrat beantragt, das „Königliche Staatsministerium des Königlichen Hauses und des Äußeren“ möge eine entsprechende „Terrain-Recognoscierung“ gestatten. Die folgenden Untersuchungen durch die „Königliche Eisenbahn-Bausektion Erlangen“ befürworteten den Bau der Strecke durch das Tal der Warmen Steinach bis Warmensteinach, die gewünschte Fortsetzung bis Bischofsgrün wurde wegen der starken Steigungen jedoch verworfen.
Der Bau der Strecke begann im Frühjahr 1895. Aufgrund der wenig anspruchsvollen Trasse konnte er zügig durchgeführt werden, obwohl im oberen Steinachtal die beengten Platzverhältnisse Verlegungen des Bachlaufs erforderten. Der erste Fahrplan weist drei tägliche Zugpaare aus.
Die Strecke verließ den Hauptbahnhof nach Nordosten rechtsseitig parallel zum Gleis der Pachtbahn. Nach dem Bau der Hofer Straße in den 1980er Jahren verlor sie ihr eigenes Gleis und zweigt erst nach etwa 900 Metern aus deren Gleis aus. In einer Rechtskurve verlässt sie anschließend die gemeinsame Trasse. Im Bahnhof begannen und endeten die Personenzüge am Gleis 5. Im regen Wintersportverkehr gab es durchgehende Züge aus Nürnberg und Bamberg, die teilweise mit zwei Tenderlokomotiven bespannt waren und – für eine Nebenbahn untypisch – vierachsige Eilzugwagen mitführten. An Gütern kamen über die Strecke u. a. Holz, Getreide und Granit sowie Glaswaren aus dem Fichtelgebirge in die Stadt.

#### Die Nebenbahnen nach Hollfeld und Thurnau

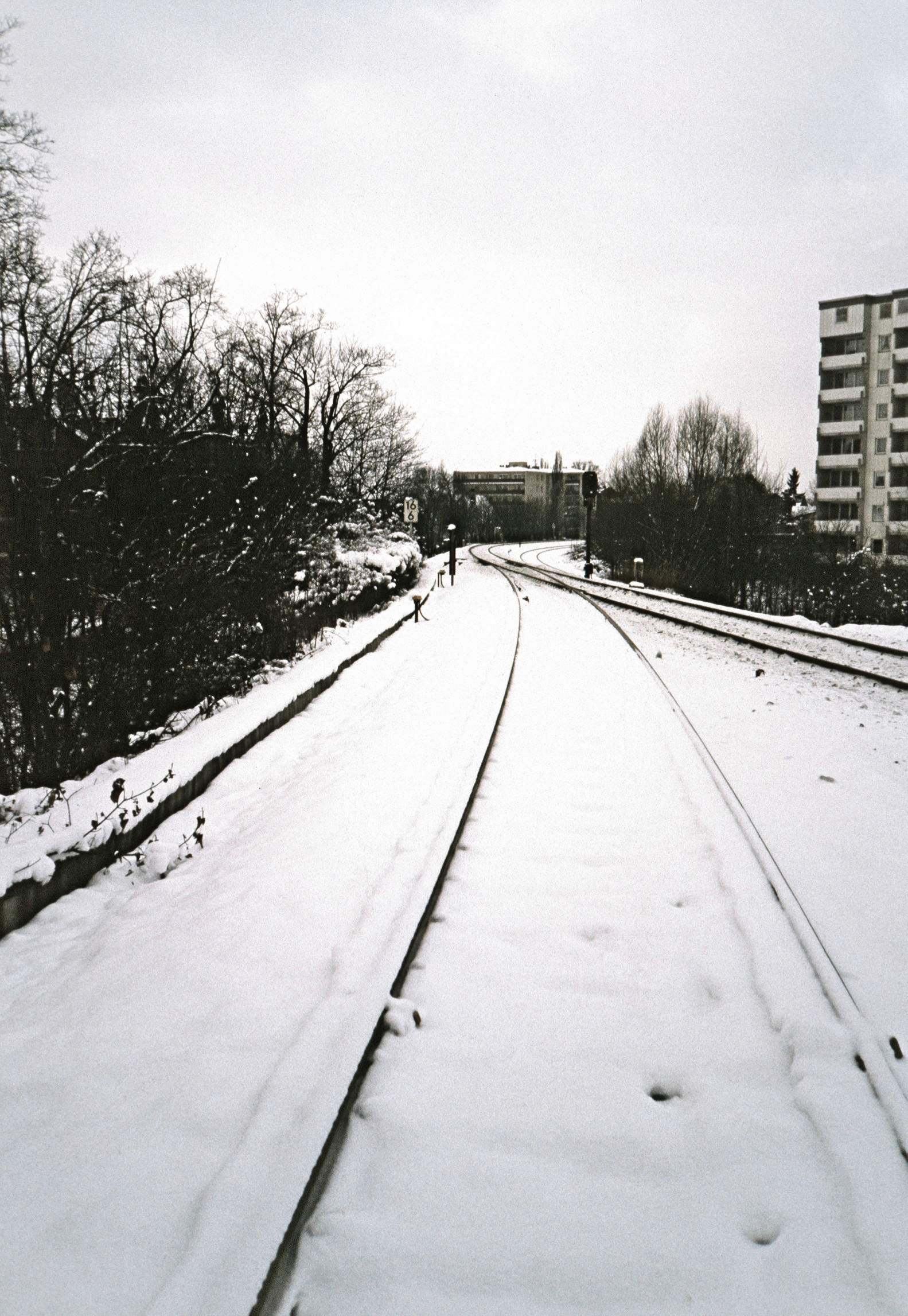
Einmündung der Hollfelder / Thurnauer Strecke in die Fichtelgebirgsbahn, rechts das Gleis der Ostbahn, 1986

Bereits 1873 schlug die Regierung von Oberfranken eine Bahn von Bayreuth über Plankenfels und Forchheim bis Rothenburg ob der Tauber vor. 1877 noch als Hauptbahn vorgesehen, zwang das 1884 in Kraft getretene Lokalbahngesetz zu einer kostensparenderen Planung als Nebenbahn nach Forchheim. 1885 wurde die „Generaldirektion der Königlich Bayerischen Verkehrsanstalten“ angewiesen, zunächst die Strecke von Forchheim nach Ebermannstadt zu realisieren. Ein Jahr später wurde vom Staatsministerium eine Bahn von Bayreuth nach Plankenfels in Aussicht gestellt, der gebirgige Mittelteil zwischen Plankenfels und Ebermannstadt jedoch ausgeklammert. 1887 bat der Distriktsrat von Hollfeld um eine Verlängerung über Plankenfels hinaus. Dieses Projekt wurde letztlich genehmigt, 1893 begannen die Vorarbeiten. Nach mehreren Verzögerungen, nicht zuletzt aufgrund von Umplanungen und Gesetzesänderungen, erfolgte die endgültige Genehmigung für die Gesamtstrecke erst 1901.
Am 12. März 1904 wurde die Bahnstrecke Bayreuth–Hollfeld eröffnet. Im Hauptbahnhof erhielt die Bahn, am südlichen Ende des Hausbahnsteigs, ein eigenes Stumpfgleis (Gleis 1L, Nutzlänge 73 m) mit einem vorgelagerten Hinterstellgleis. Von dort bis zum Abzweig Kreuzstein wurde das Gleis der Fichtelgebirgsbahn mitbenutzt. Zunächst verkehrten drei werktägliche Zugpaare.
1896 stellte die „Generaldirektion der Königlich Bayerischen Verkehrsanstalten“ eine Bahnstrecke von Bayreuth nach Thurnau in Aussicht, nachdem die Marktgemeinde Thurnau bereits 1872 erstmals um einen Bahnanschluss ersucht hatte. Zunächst war geplant, die Strecke nördlich aus dem Hauptbahnhof herauszuführen und nach Westen in das Tal des Roten Mains zu verschwenken. Dies hätte jedoch eine Kreuzung der Sicht- und Straßenachse zum Richard-Wagner-Festspielhaus bedeutet und wurde deshalb verworfen. Die gewählte Variante, die zunächst die (Fichtelgebirgsbahn und die) Hollfelder Strecke bis zum Bahnhof Altstadt mitbenutzte, zwang zu einer südlichen Umrundung der Stadt um mehr als 270 Grad. Am 26. März 1909 wurde die Bahn eröffnet, nachdem Thurnau, von Kulmbach her, bereits neun Monate früher erreicht worden war. Sämtliche Personenzüge wurden in Thurnau gebrochen, sie begannen und endeten in Bayreuth, wie die Hollfelder Züge, im Hauptbahnhof.
Der letzte Zug von Bayreuth nach Thurnau verkehrte am 2. Juni 1973, der Personenverkehr nach Hollfeld endete am 28. September 1974. Die Gleisanlagen am Hausbahnsteig im Hauptbahnhof wurden zurückgebaut. Güterverkehr bis Bayreuth Altstadt existierte noch bis 1994, 1998 wurde die „Stammstrecke“ endgültig aufgegeben.

### Die Anlagen

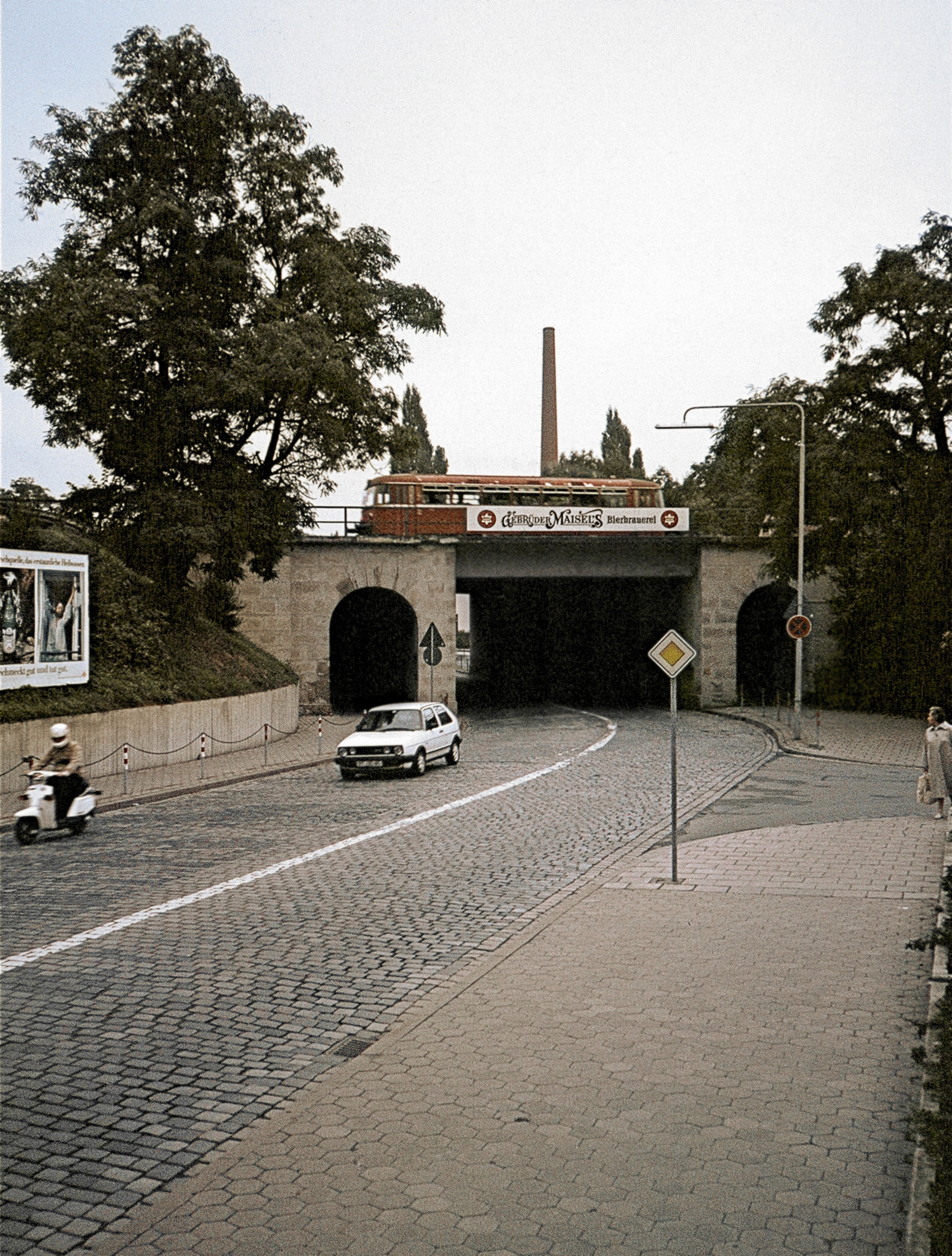
Unterführung von 1875 an der Tunnelstraße

Verabschiedung der Soldaten bei Kriegsbeginn 1914, im Hintergrund der „Eiserne Steg“

#### Bahnübergang, Tunnel und Brücken
Infolge der Verstaatlichung der Ostbahngesellschaft am 1. Januar 1876 wurden die Bahnhofsanlagen zusammengelegt. Zwölf Jahre lang hatte die Staats-Straße von Bayreuth nach Berneck am Brandenburger Thor das Bahngelände gequert und zugleich die Anlagen der Pachtbahn von denen der Ostbahn getrennt. Ab 1875 wurde südlich davon eine Unterführung angelegt und der niveaugleiche Bahnübergang nach deren Fertigstellung Ende der 1870er Jahre aufgelassen. Für die Fußgänger wurde an dessen Stelle 1885 eine metallene Brücke, der „Eiserne Steg“, errichtet, die im April 1940 wieder abgerissen wurde.
Den Nordkopf des Bahnhofs überspannt im Zuge der Wilhelm-von-Diez-Straße seit 1904 eine Straßenbrücke, die die Bürgerreuther Straße mit der Burg verbindet. 1999 wurde sie abgebrochen und durch ein modernes Bauwerk ersetzt.

#### Das Empfangsgebäude

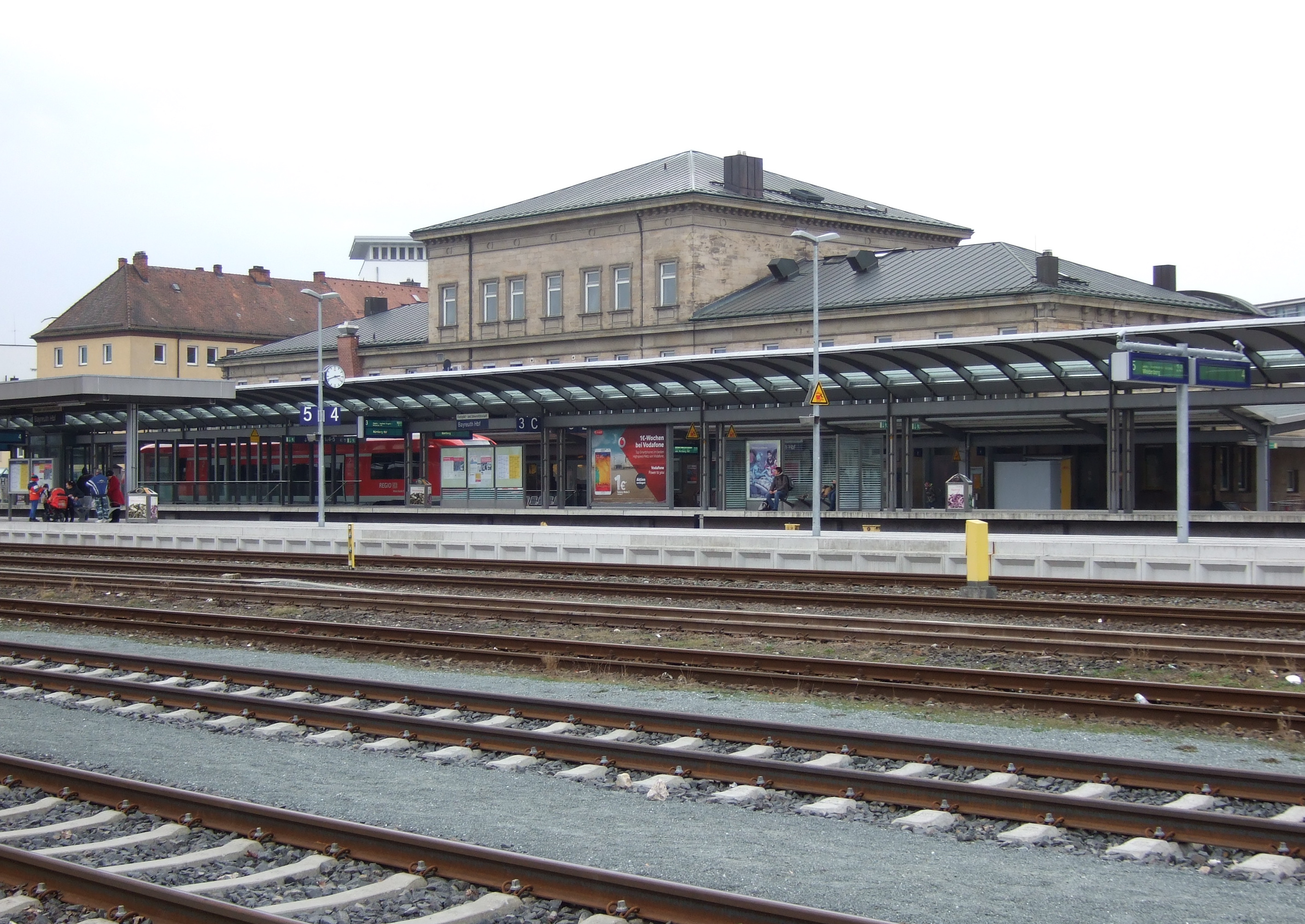
Bahnsteige und Gleisseite des Empfangsgebäudes

Architekt des dritten Empfangsgebäudes war der Münchener Generaldirektionsrat Georg Friedrich Seidel. Der symmetrisch gegliederte Bau weist einen zur Straßenseite hin vorspringenden, zweistöckigen Zentralblock mit einem Mittelrisalit auf. Hier befanden sich der „Vorplatz“, die Portiersloge, das „Billettenzimmer“, der Wartesaal dritter Klasse, das „Gepäcklocal“ und der Treppenaufgang ins Obergeschoss mit den Wohnungen für den Bahnhofsvorstand und den Stationsdiener.
Beidseitig schließen einstöckige Flügel an, die an Querflügeln mit Runddächern enden. Der rechte Flügel beherbergte das Buffet, die Wartesäle erster und zweiter Klasse und die Toiletten. Links schlossen sich die „Bureaux“ und das Zimmer für „Allerhöchste Herrschaften“ an, das auf allen größeren Bahnhöfen für den König und sein Gefolge vorgehalten werden musste.
Die straßenseitige Fassade ist durch Rund- und Segmentbögen aufgelockert, der ehemals schön gestaltete Haupteingang weist heute nur noch eine schlichte, rechteckige Form auf. Zur Gleisseite hin ist das Gebäude einfacher gehalten und erweckt den Eindruck eines durchgehenden, einstöckigen Baus, dem mittig eine weitere Etage aufgesetzt wurde.
1974 begann der zwei Jahre dauernde Umbau der Schalterhalle, die fast auf das Doppelte verbreitert wurde. Während dieser Zeit fand der Fahrkartenverkauf in einem Behelfsgebäude am Hausbahnsteig statt. In den Jahren 1997 bis 1999 wurden die Fahrkartenschalter durch ein Reisezentrum nach Plänen eines italienischen Designers ersetzt.

#### Die Bahnsteige

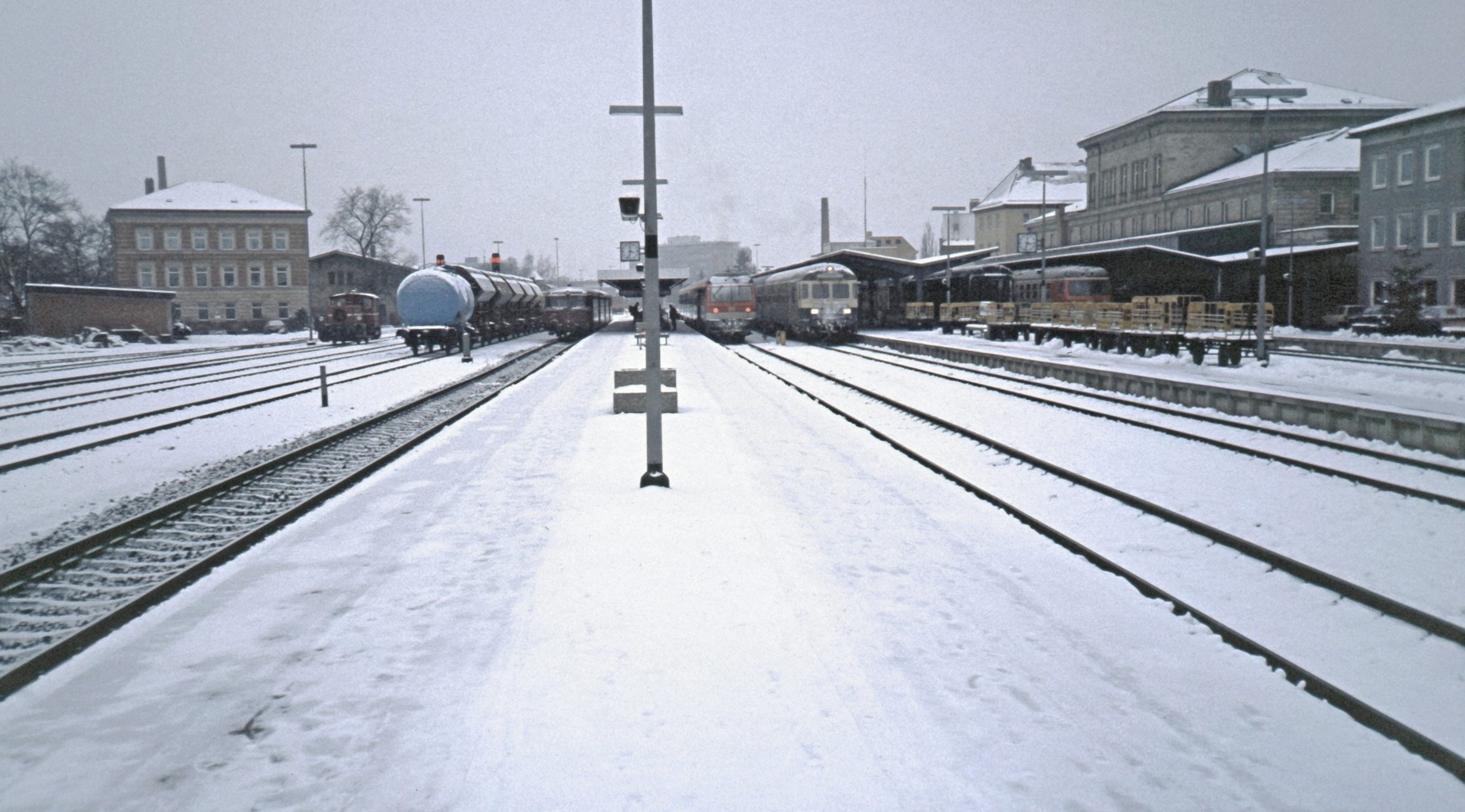
Blick über den Bahnsteig 3 nach Süden, 1986

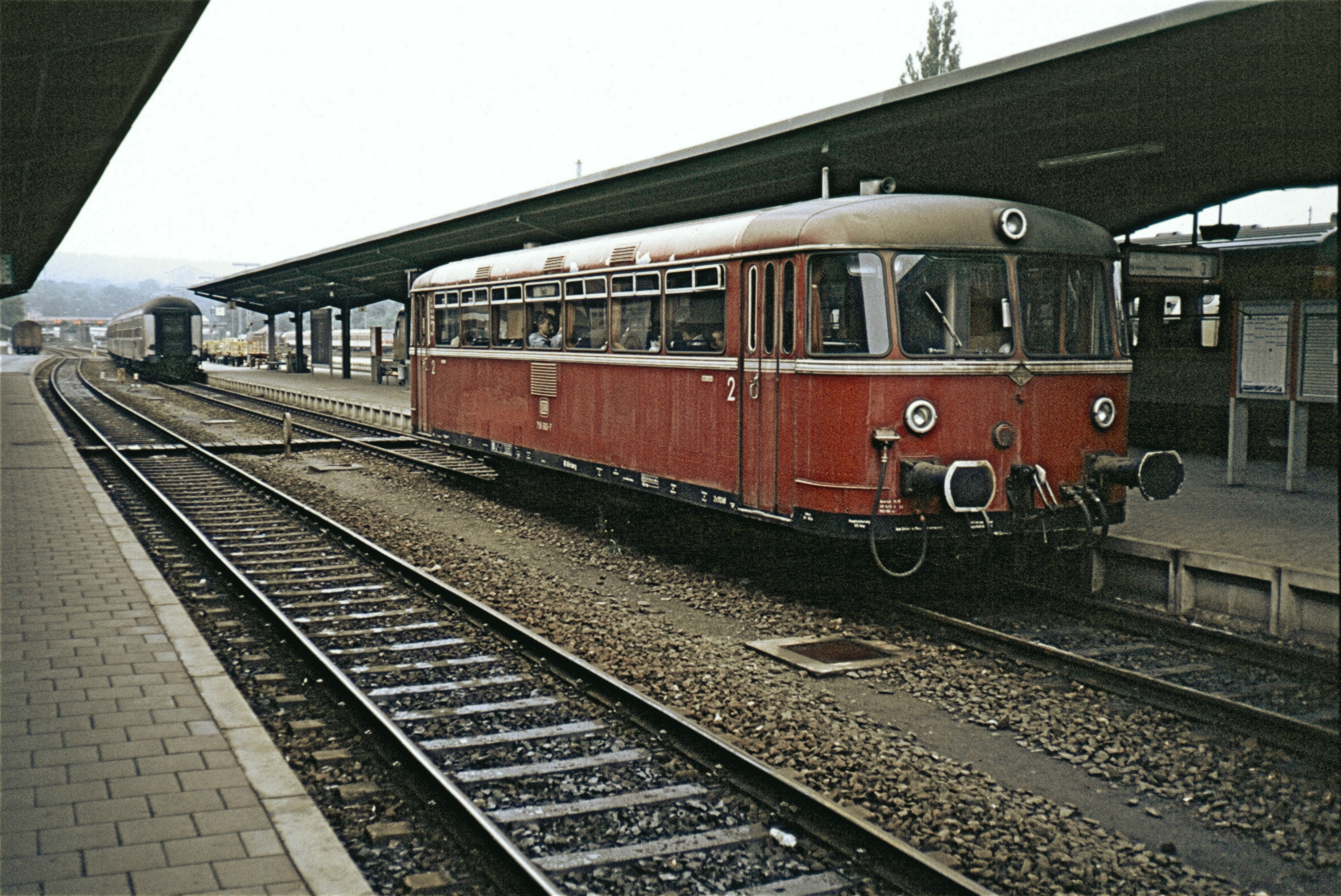
Bahnsteig 2 mit Überdachung aus der Nachkriegszeit und Schienenbus nach Pegnitz, 1987

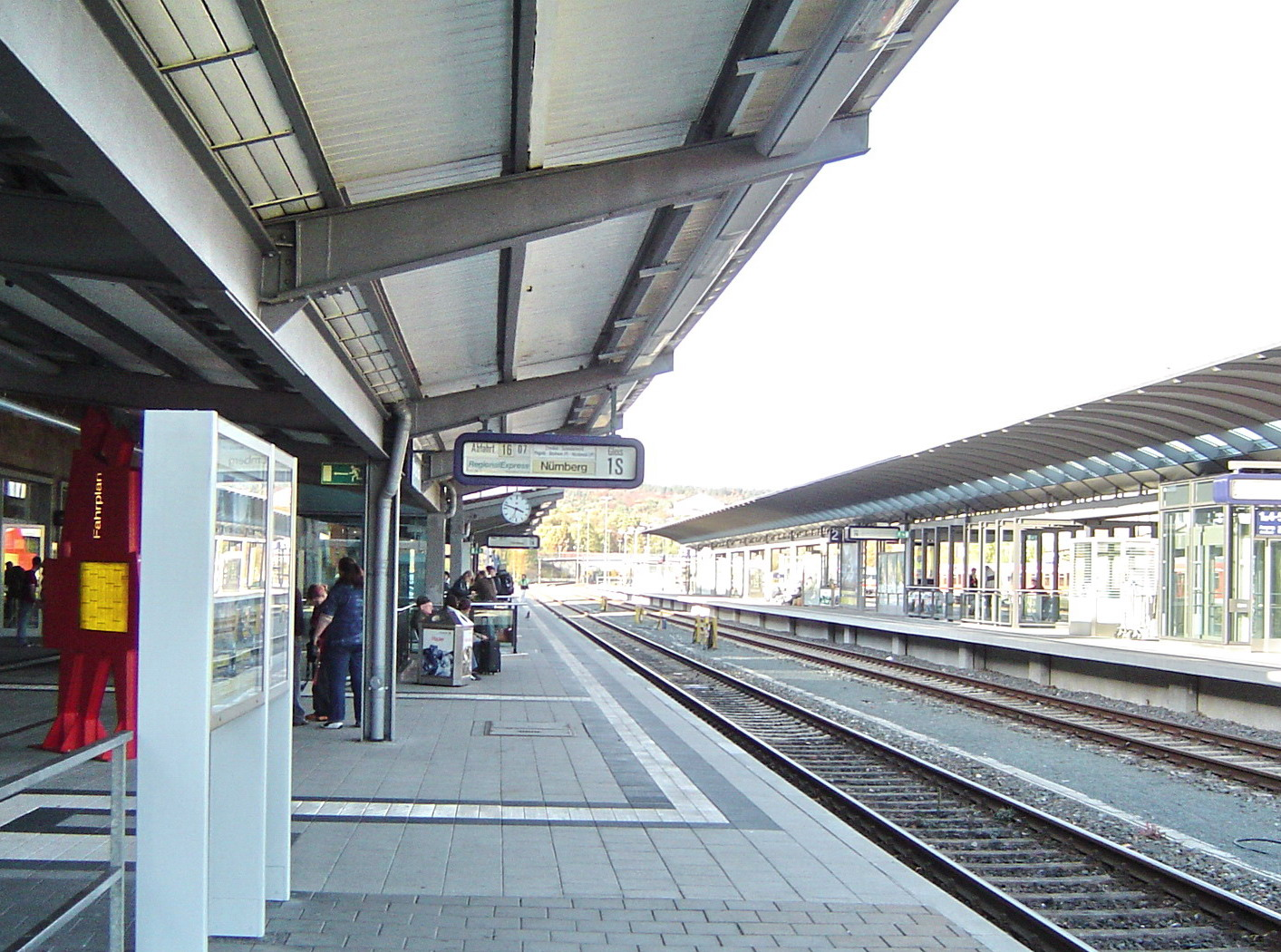
Hausbahnsteig 1 und Bahnsteig 2

1881 wurde die „Einsteighalle“ durch den Hausbahnsteig am neuen Gebäude und einen Mittelbahnsteig zwischen den Gleisen 2 und 3 ersetzt. Beide Bahnsteige erhielten im Mittelabschnitt auf eisernen Säulen ruhende Dächer in Form eines flachen W. Zwischen den Bahnsteigen entstand ein Fußgängertunnel, der später zunächst zum Bahnsteig 3 verlängert und schließlich 1996 einen Zugang von der Straße an Ostseite erhielt.
Die Bahnsteigdächer wurden – z. T. wenigstens zweimal (Bahnsteig 2) – durch Nachfolgebauwerke ersetzt. Im Hinblick auf die ab 1999 in Bayreuth erwarteten Dieseltriebzüge der Baureihe 605 (ICE TD) der Sachsen-Franken-Magistrale wurden die Bahnsteige 2 und 3 ab 1997 auf eine Höhe von 76 Zentimeter angehoben.

#### Die Gleisanlage
Der Bahnhof erstreckt sich in Nord-Süd-Richtung mit einer Biegung nach Nordosten an seinem Nordkopf. Beidseitig erreichen ihn zwei Gleise, die den Eindruck von zweigleisigen Hauptbahnen erwecken, jedoch parallel verlaufende eingleisige Strecken sind. Von Nordosten her sind das die Pachtbahn und die Warmensteinacher Nebenbahn, von Süden kommen die Ostbahn und die Fichtelgebirgsbahn. Die Nebenstrecke nach Bayreuth Altstadt und von dort weiter nach Hollfeld und Thurnau mündete bereits 1,6 Kilometer weiter südlich am Abzweig Kreuzstein in das Gleis aus Schnabelwaid.
Der Gleisplan von 1890 weist ein Durchgangsgleis am Hausbahnsteig und zwei weitere am Mittelbahnsteig 2 auf. 1930 existiert zwischen den Gleisen 3 und 4 ein weiterer Bahnsteig 3 und an dessen nördlichem Ende das „Warmensteinacher Sackgleis“ 4N zum Bereitstellen der auf Gleis 5 beginnenden Warmensteinacher Nahverkehrszüge. Für die Personenzüge nach Hollfeld und Thurnau gab es auf der Südseite des Hausbahnsteigs das Gleis 1L und davor das „Nebenbahnhinterstellgleis“ 1H.
Östlich davon lagen die Durchgangsgleise 6 und 8 (Richtungsgleise Richtung Süden) und 7 und 9 (Richtungsgleise Richtung Norden) für den Güter- und Betriebswerksverkehr. Es folgten die durchgehenden Gleise 10 bis 14, letzteres 1930 ein Rampengleis mit Desinfektionsanlage. Das Bahnbetriebswerk mit dem Lokomotivschuppen schloss sich unmittelbar südlich an.

#### Die Stellwerke
Bis 1908 wurden die Weichen vor Ort von Hand gestellt. 1909 wurde der Vorgang zentralisiert, es wurden vier Stellwerke errichtet. Stellwerk 1 war für die südlichen Ein- und Ausfahrten zuständig, Stellwerk 3 regelte die am nördlichen Bahnhofskopf. Die beiden anderen waren Rangierstellwerke, Nr. 2 für den inneren und Nr. 4 für den nördlichen Bahnhofsbereich.

#### Das Bahnbetriebswerk

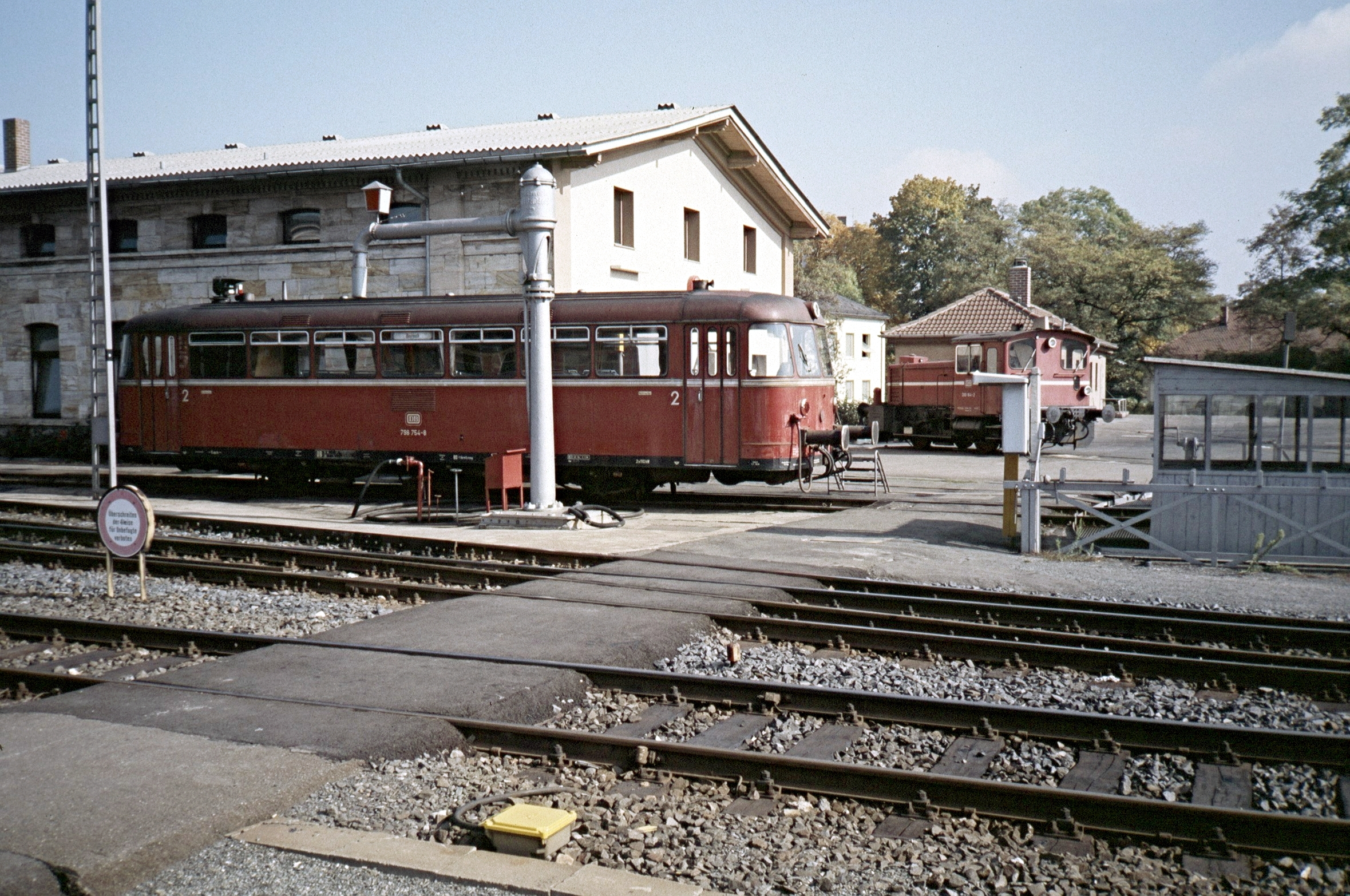
Schienenbus VT 98 und Köf III im ehem. Betriebswerk vor der einstigen „Neuen Wagenremise“, 1986

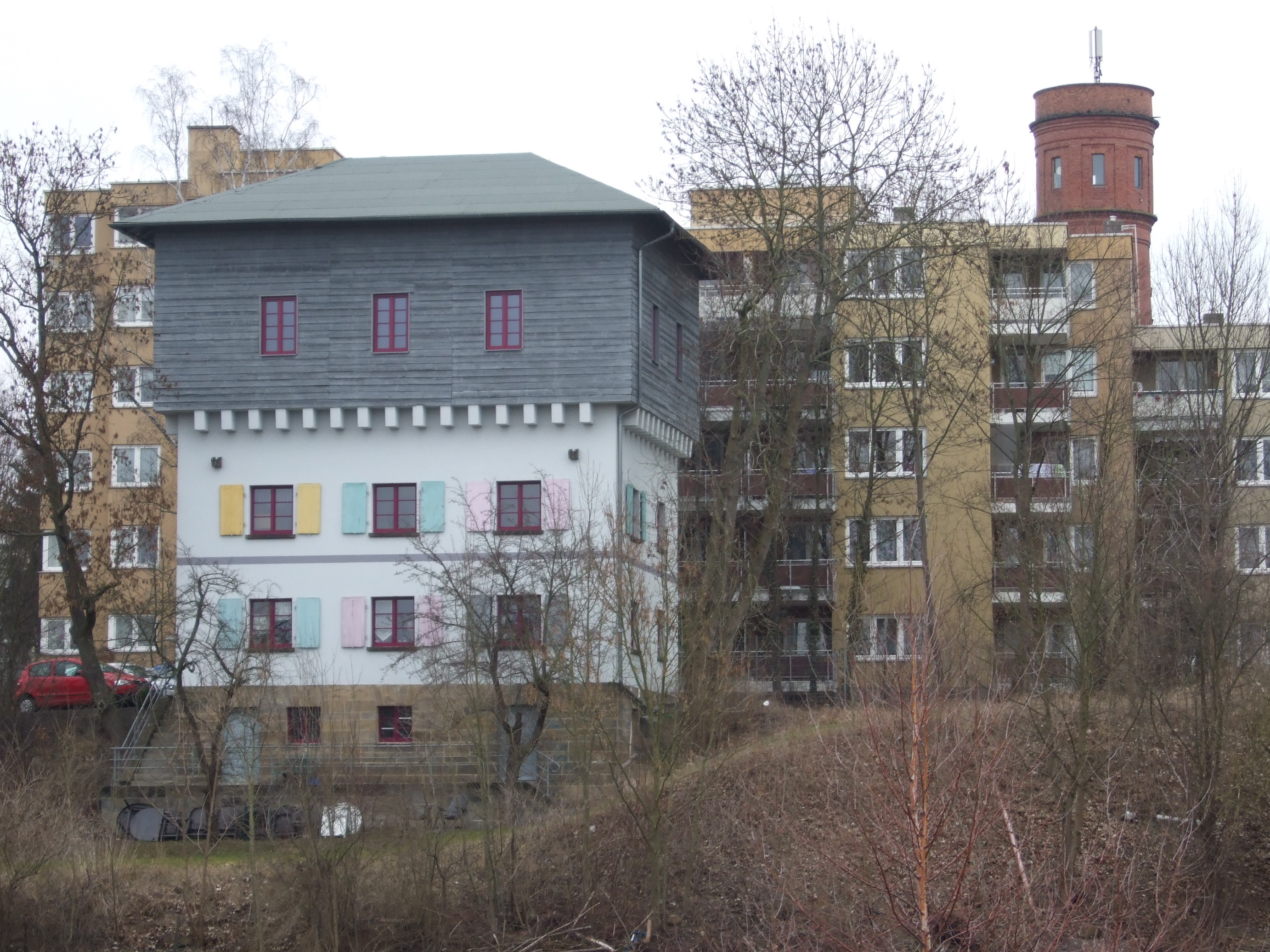
Links das „Wasserhaus“ des Hauptbahnhofs – der rote Wasserturm gehörte zur Mechanischen Baumwoll-Spinnerei

Als selbstständige Dienststelle existierte das Bahnbetriebswerk (Bw) Bayreuth nur von 1930 bis zum 31. Oktober 1981. Von da an war Bayreuth Außenstelle des Bw Hof, lediglich eine Köf verblieb für Rangieraufgaben in der Stadt.
Beim Bau der Pachtbahn wurde an der Nordseite des späteren Empfangsgebäudes eine zweiständige „Lokomotivremise“ mit Anheizhaus errichtet, die 1863 wieder beseitigt wurde. Dort waren die zur Lokstation Neuenmarkt der Betriebswerkstätte Hof gehörenden ersten Lokomotiven untergebracht.
Auch die Ostbahn baute 1863 eine langgestreckte „Lokomotiv- und Wagenremise“ mit drei Gleisen. Sie wurde in den 1880er Jahren abgebrochen und weiter östlich als „Neue Wagenremise“, deren drei Gleise nur über eine Schiebebühne erreichbar waren, wieder aufgebaut. Dieses Gebäude wurde 2018 unter Denkmalschutz gestellt. Südöstlich anschließend entstanden eine Zwölf-Meter-Drehscheibe und ein Kohlenmagazin. Die Lokstation Bayreuth der Ostbahn war der Betriebswerkstätte Weiden zugeordnet.
1879 wurden die Gleisanlagen teilweise umgebaut, die „Lokomotiv- und Wagenremise“ musste weichen. Ein vierständiger Ringlokschuppen wurde an die Drehscheibe angeschlossen und 1905 um drei Stände erweitert. In den 1920er Jahren ersetzte die Reichsbahn die Drehscheibe durch eine Dreiundzwanzig-Meter-Segmentdrehscheibe und errichtete einen neuen, zwölfständigen Ringlokschuppen. Weitere Anlagen für den Maschinendienst waren eine Bekohlungsanlage, Putzgräben und mehrere, über den Bahnhofsbereich verteilte Wasserkräne.
In der Lokstation Bayreuth waren u. a. Maschinen der Baureihe B V stationiert. Von außerhalb erreichten z. B. P 3/5, P 8, P 10, G 3/4, G 10, die Schnellzuglokomotiven C V, S 3/5, S 3/6 und später Einheitsloks der Baureihen 01 und 50 die Stadt.
Zum 1. April 1930 wurde die Lokstation Bayreuth des Bw Weiden zum eigenständigen Bahnbetriebswerk heraufgestuft und der Reichsbahndirektion Nürnberg angegliedert. Der Betriebsbestand setzte sich zunächst aus dreizehn Maschinen zusammen: vier 73.0 (Bayerische D XII), neun Lokalbahnlokomotiven der Baureihen 98.4 (Bayerische D XI) und 98.6 (vier Bayerische D VIII und eine Pfälzische T 4.I) und eine Rangierlokomotive der Baureihe 89.6.
Die Lokomotiven der Baureihe 73.0 wurden zwischen November 1932 und März 1934 ausgemustert, die 98.4 umstationiert. Stattdessen kamen die bayerische 98.10 und Einheitslokomotiven der Baureihe 64 in den Bayreuther Lokschuppen, in den Kriegsjahren zudem zwei BR 57.10, sechs BR 78 sowie je eine BR 86, BR 91 und BR 94.5.

### Der Verkehr

#### Reiseverkehr
Nachdem mit der Eröffnung der Strecke nach Thurnau der Bahnbau im Bayreuther Raum abgeschlossen war, lag der Hauptbahnhof im Zentrum eines gleichmäßig nach sechs Richtungen strahlenden, ausgewogenen Eisenbahnsterns. Wenngleich der lokale Verkehr überwog (32 bzw. 33 Züge pro Tag und Richtung im Jahr 1914), bot beispielsweise der Fahrplan vom 1. Mai 1899 eine Schnellzugverbindung von Berlin über Leipzig und Nürnberg nach Stuttgart. Weitere Fernzüge verbanden Anfang des 20. Jahrhunderts die Stadt u. a. mit Dresden, Metz und Breslau. Der Erste Weltkrieg brachte 1917 die Einstellung des letzten Schnellzugpaars.
Ab dem Sommer 1920 lebten die Fernverbindungen wieder auf, teilweise mit anderen Zielen. Ein Langläufer war der D 325/326 von Genf über Bayreuth nach Warschau und zurück. In der Relation Nürnberg–Hof(–Berlin) verkehrten fast alle Schnellzüge über Bayreuth statt über Marktredwitz, obwohl das ein Umsetzen der Lokomotive im Bahnhof Neuenmarkt-Wirsberg und ggf. Nachschieben über die Schiefe Ebene erforderlich machte. Auch in der Ost-West-Richtung machten Züge zwischen Kirchenlaibach und Schnabelwaid einen Umweg über Bayreuth, so ab 1935 der D 180/179 von Prag in die Schweiz bzw. nach Paris und Marseille.
Im Sommer 1939 wurde der Hauptbahnhof von 24 nationalen und internationalen Schnell- und Eilzügen angefahren. Dazu kamen werktäglich 40 Nahverkehrszüge. Am 3. Juli 1944 verkehrten nur noch zwei Fernzüge und etwa 25 Züge im lokalen Verkehr. Bei einem Bombenangriff durch die United States Army Air Forces am 5. April 1945 wurde der Bahnhof stark zerstört, keine Zugfahrten waren mehr möglich.
In der Zeit der deutschen Teilung war Bayreuth aufgrund seiner Lage vom Fernverkehr weitgehend abgekoppelt. Vereinzelt gab es immerhin Kurswagenverbindungen, die z. B. 1965 eine umsteigefreie Reise bis Kaiserslautern ermöglichten. In jener Zeit liefen auch Kurswagen der Relation Berlin–München über die Stadt. Ab 2001 verkehrten für einige Jahre zwischen Dresden und Nürnberg Fernzüge über Bayreuth, wobei zeitweise ICE-TD-Dieseltriebzüge eingesetzt wurden.
Eine Bayreuther Spezialität waren die Sonderzüge und -kurswagen zu den örtlichen Richard-Wagner-Festspielen. Im Sommer 1902 verkehrte ein erstes Zugpaar von Paris über Bayreuth nach Eger und zurück. 1904 sind Kurswagen u. a. aus Berlin, Karlsbad und Saarbrücken belegt. Zwischen 1915 und 1923 ruhte dieser Sonderverkehr, bis 1939 verkehrten  weitgehend nur Festspielzüge aus Nürnberg und Eger.
Weitere Sonderzüge waren die „Bedarfs-Wintersportzüge“ aus Nürnberg nach Warmensteinach und zurück. Sie verkehrten mit dem Vermerk „Die Abfertigung wird jedesmal durch Anschlag in den Bahnhöfen und durch die Tageszeitungen bekanntgegeben“ erstmals am 9. Februar 1908. Dieser Verkehr brachte jährlich bis 1916 und von 1922 bis zum Winter 1932/33 lange Züge, teilweise mit vierachsigen Eilzugwagen, über Bayreuth auf die Nebenstrecke ins Fichtelgebirge.
1910 wurden im Hauptbahnhof 394.000 Fahrkarten verkauft, 1080 im Tagesdurchschnitt. Dieser Wert stieg, unterbrochen durch die Auswirkungen der Weltwirtschaftskrise von 1929 (800 Fahrkarten täglich), bis 1941 auf 2020 Fahrkarten pro Tag an.

#### Güterverkehr
Im Güterbahnhof wurden Expressgut, Stückgut und Wagenladungsgut abgefertigt. Während im Expressgutverkehr (Beispiel Tagesdurchschnitt 1928: 2,3 t im Empfang, 1,5 t im Versand) und den Wagenladungen (Beispiel Tagesdurchschnitt 1932: 322 t = 21 Güterwagen im Empfang, 39 t = 3 Güterwagen im Versand) der Empfang den Versand überwog, war es beim Stückgut umgekehrt (Beispiel Tagesdurchschnitt 1932: 31,2 t im Empfang, 36,5 t im Versand).
Im Frühjahr 1994 beschloss die Deutsche Bahn, die Stückgutabfertigung in Bayreuth aufzugeben und nach Bamberg zu verlagern.

#### Häftlingstransporte
In der Zeit des Nationalsozialismus wurden politische Gegner und Juden vom Hauptbahnhof Bayreuth aus deportiert. Bereits am 25. April 1933 wurden 105 politische Gefangene („Schutzhäftlinge“) zu einer Laderampe im Osten des Güterbahnhofs getrieben und von dort in zwei Nebenbahn-Personenwagen in das frisch errichtete Konzentrationslager Dachau gebracht.
Am 17. Februar 1945 trafen im Hauptbahnhof in vier Viehwagen 221 politische Häftlinge – darunter der spätere Bundestagspräsident Eugen Gerstenmaier – ein, die im von Berlin nach Bayreuth verlagerten Volksgerichtshof abgeurteilt werden sollten.
Zwischen dem 27. Februar und dem 1. März 1945 starben fünf Frauen, darunter ein siebzehnjähriges Mädchen, in verschlossenen Güterwagen. Ihr Zug, der sie vom Konzentrationslager Ravensbrück gebracht hatte, hatte in Bayreuth einen mehrtägigen Aufenthalt.

## Nachkriegszeit und Deutsche Bundesbahn

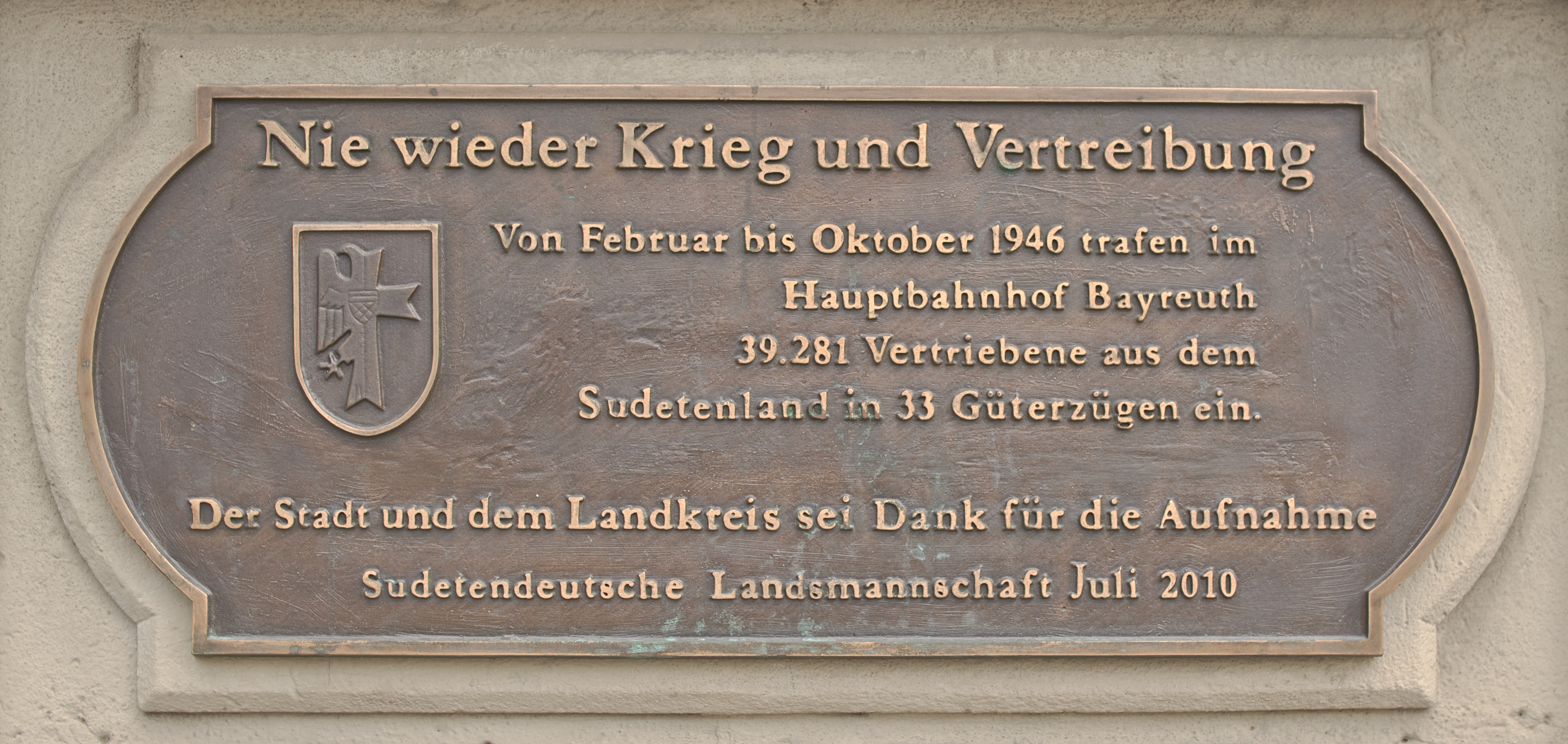
Erinnerung an die Vertreibung

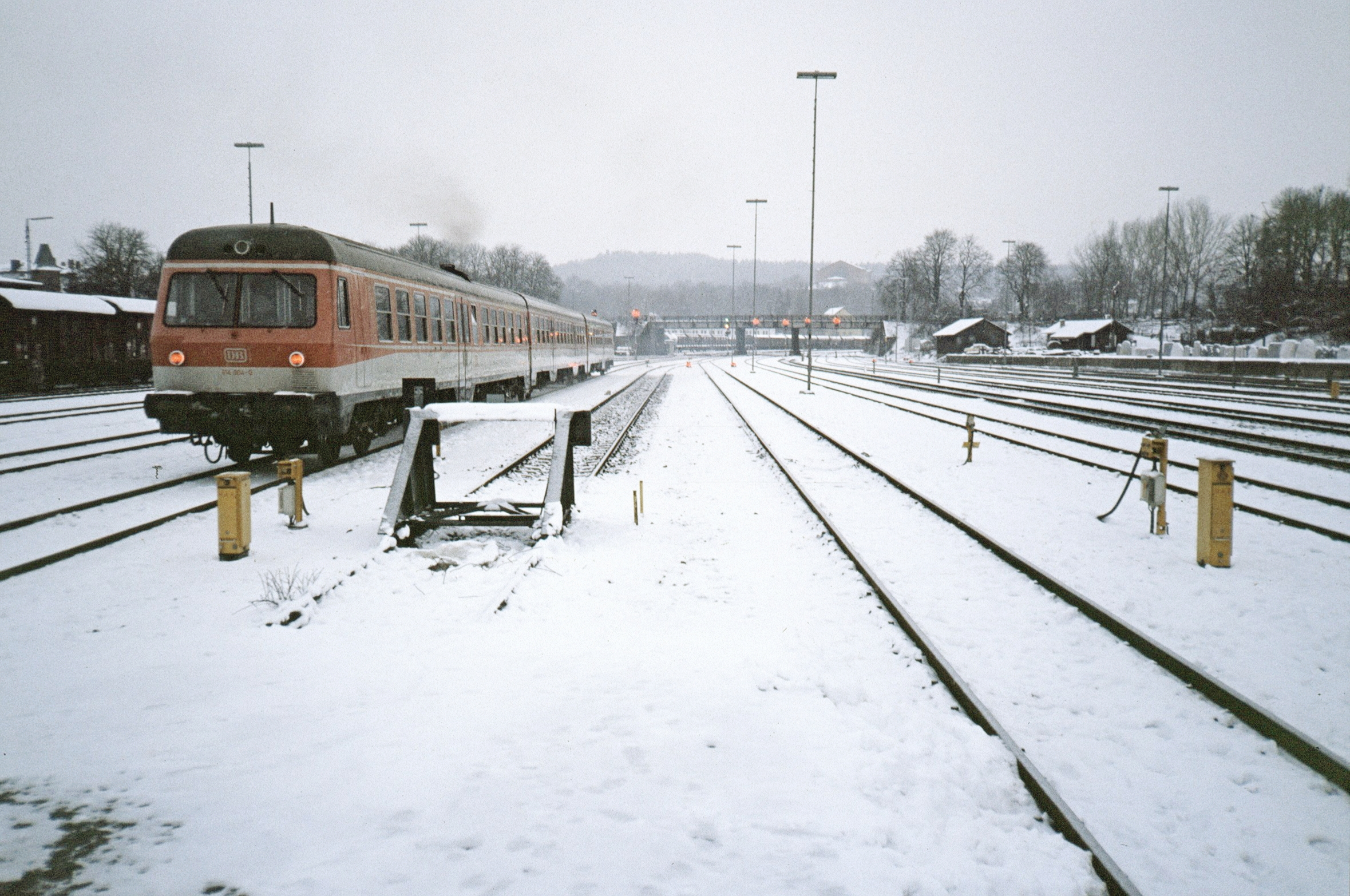
Nördliches Bahnhofsvorfeld mit einem der jahrzehntelang typischen VT 614 und der alten Straßenbrücke im Hintergrund, 1986

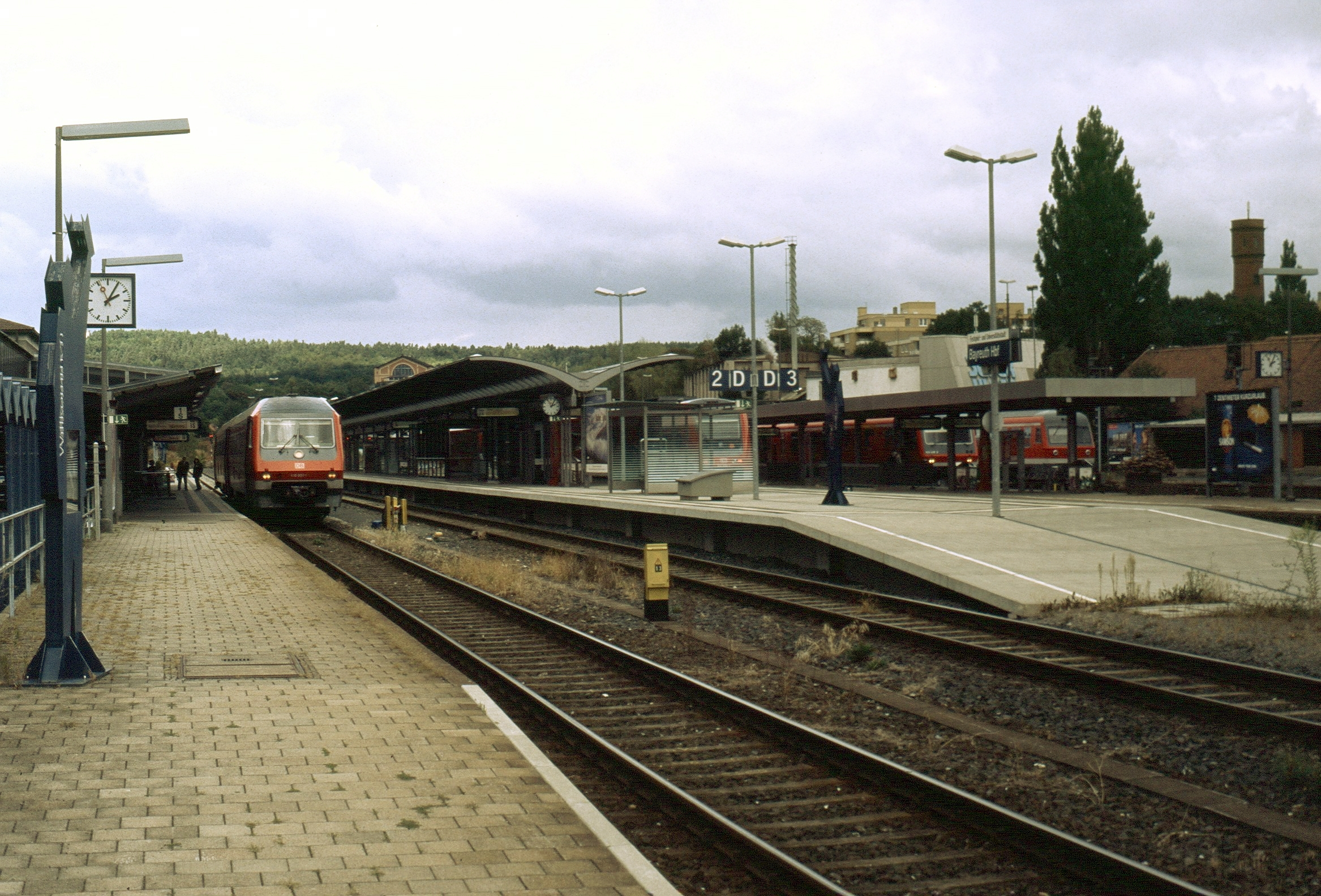
Blick von Süden mit Pendolino (Baureihe 610) am Hausbahnsteig, 2003

In den letzten Kriegstagen war der Bahnhof Bombenangriffen ausgesetzt. Die Güterhalle und das Bahnbetriebswerk wurden schwer beschädigt, Lokomotiven und Wagen zerstört, das Gleisfeld wurde aufgewühlt, die Bahnsteigdächer abgedeckt. Ab dem 5. April 1945 ruhte der Zugverkehr.
Am 5. Juni 1945 wurden die Strecken nach Kirchenlaibach und Schnabelwaid wieder in Betrieb genommen, am 8. Juni nach Neuenmarkt–Wirsberg, am 11. Juni nach Bayreuth Altstadt und am 24. Juni nach Warmensteinach. Vorerst gab es keinen regelmäßigen Zugverkehr. Ab dem 15. September 1945 verkehrte ein werktägliches Zugpaar von Warmensteinach, zunächst zum Bahnhof St. Georgen und zurück. Der Fahrplan vom 10. April 1946 führt vier tägliche Zugpaare nach Neuenmarkt-Wirsberg und Schnabelwaid sowie eines nach Hollfeld auf.
Bayreuth wurde 1946 zu einer Drehscheibe für Vertriebene aus dem Sudetenland. Am 25. Januar 1946 kam ein erster Zug mit 1200 Menschen im Hauptbahnhof an, insgesamt waren es allein in jenem Jahr 39.281 Vertriebene in 33 Zügen. Überwiegend wurden sie an ihre Zielorte in den westlichen Besatzungszonen weiterbefördert.
Der Fahrdienstleiter wurde aus der Ruine des zweiten Bahnhofsgebäudes in das Stellwerk 1 umquartiert. An die Stelle des ersteren trat eine Holzbaracke, die das „Military Ticket-Office“ beherbergte und 1950 durch ein gemauertes Bauwerk ersetzt wurde. Auch der Aufsichtsbeamte, die Bahnpolizei und die Bahnhofsmission mussten in Bretterbuden auf den Bahnsteigen umziehen. Die vernichteten Gebäudetrakte des Betriebswerks und der Güterabfertigung wurden wieder aufgebaut, die Dächer der Bahnsteige 1951 erneuert.
Als Folge der innerdeutschen Grenze war Bayreuth in eine Randlage geraten, was sich auf den Fernverkehr auswirkte. Überwiegend verkehrten ab 1950 Eilzüge, darunter Langläufer ab Bayreuth nach München, Stuttgart und Kaiserslautern. Von den wenigen Schnellzügen sind die Relationen Nürnberg – Prag (ab 1964), Strasbourg – Bayreuth (ab 1970) und Chiasso – Bayreuth (ab 1987) erwähnenswert.
Anlässlich der Richard-Wagner-Festspiele gab es in der Nachkriegszeit fast nur noch Kurswagenverbindungen, die erstmals im Jahresfahrplan 1951/52 zu finden sind. Sie führten u. a. nach Amsterdam, Wien, Hamburg und Zürich, 1953 wurden Paris und Bologna erreicht. Die Sonderzüge nach Nürnberg warteten das Ende der jeweiligen Vorstellung im Festspielhaus ab. im Sommer 1966 verkehrten letztmals Sonderzüge, der Einsatz der Festspielkurswagen endete im Sommer 1981.
Vom Winter 1951/52 bis zum Winter 1963/64 verkehrten, von Bayreuth und Nürnberg, nochmals Wintersportzüge nach Warmensteinach. Hierfür standen sonntags Personal und Fahrzeuge in Bereitschaft. Bei bedeutenden Wintersportveranstaltungen verkehrte zudem ein Sonderzug aus Bamberg und zurück, der im Hauptbahnhof kopfmachte.
Die Thurnauer Personenzüge der Bahnstrecke Bayreuth Altstadt–Kulmbach begannen und endeten immer im Hauptbahnhof. Der Gesamtverkehr dieser Strecke wurde am 3. Juni 1973 eingestellt, am 29. September 1974 der Personenverkehr nach Hollfeld.
Im Dezember 1966 wurden die Zugangssperren zu den Bahnsteigen entfernt und auf Bahnsteigschaffner verzichtet. Um 1980 wurde der „Thurnauer Gleisstutzen“ (Gleis 1L) abgebrochen, am Ort des alten Stellwerks 1 wurde am 8. Dezember 1981 ein Drucktastenstellwerk in Betrieb gesetzt. Im folgenden Frühjahr wurden die nicht mehr benötigten Stellwerke 2 und 3 entfernt, nachdem ersteres durch ein modernes kleines Rangierstellwerk ersetzt worden war.
Dem Traktionswandel im Bayreuther Bahnbetriebswerk ging eine Vereinheitlichung des Dampflokomotivenparks voraus. Neben den schon seit den 1930er Jahren dort stationierten Maschinen der Baureihe 64 ergänzten ab 1949 Lokomotiven der Baureihe 98.11 (umgebaute Bayerische GtL 4/4) den Bestand. Sie verkehrten im Personen- und Güterzugverkehr auf den drei Nebenstrecken. Regelmäßige Gäste aus anderen Betriebswerken waren z. B. Dampflokomotiven der Baureihen 01 und 39 vor Eilzügen aus Nürnberg und Stuttgart.
Im Mai 1953 erschienen die ersten Schienenbusse VT 95, mit denen der Fahrplan der drei Bayreuther Lokalbahnen erheblich verdichtet werden konnte. 1955 kamen für den Rangierdienst eine Diesellokomotive der Baureihe V 60 und 1956 eine V 45 dazu. Beide wurden zudem im Personenzugdienst auf der Bahnstrecke Falls–Gefrees eingesetzt. Die erste V 100 zog 1958 ins örtliche Betriebswerk ein, 1963 kam eine Köf III. Schienenbusse der Baureihe VT 98 hielten sich bis Ende der 1980er Jahre.
1958 waren im Bw Bayreuth fünf, 1968 dreizehn Schienenbusse der Baureihe VT 95 beheimatet. 1978 wurden sie bereits nicht mehr im Bestand geführt. Die in Bayreuth eingesetzten Triebwagen der Baureihe VT 98 gehörten zum Bw Hof. Von außerhalb kamen unter anderem die Diesellokbaureihen V 80 und V 200 in die Stadt.
Am Nachmittag des 1. Oktober 1989 trafen mehr als 400 DDR-Bürger – ehemalige Besetzer der Prager Botschaft, die die Tschechoslowakei hatten verlassen dürfen – mit einem Sonderzug der Deutschen Reichsbahn im Hauptbahnhof ein. Nach der Öffnung der innerdeutschen Grenze wurde am 27. November 1989 eine Eilzugverbindung zwischen Bayreuth und Zwickau eingerichtet.
In den letzten Bundesbahn-Jahren verkehrten im Personenverkehr neben lokbespannten Zügen vorwiegend Triebwagen der Baureihen 614 und 628. Im Sommer 1992 erlebte der Bahnhof die ersten planmäßigen Einsätze der Baureihe 610. Die speziell für den Verkehr in Oberfranken beschafften „Pendolino“-Neigezüge verkehrten ab dem 31. Mai im Stundentakt zwischen Bayreuth und Nürnberg, wobei die Strecke in beiden Richtungen bei einer Fahrzeit von 59 Minuten erstmals in weniger als einer Stunde zurückgelegt wurde.

## Deutsche Bahn AG und Privatbahnen

### Fahrzeuge

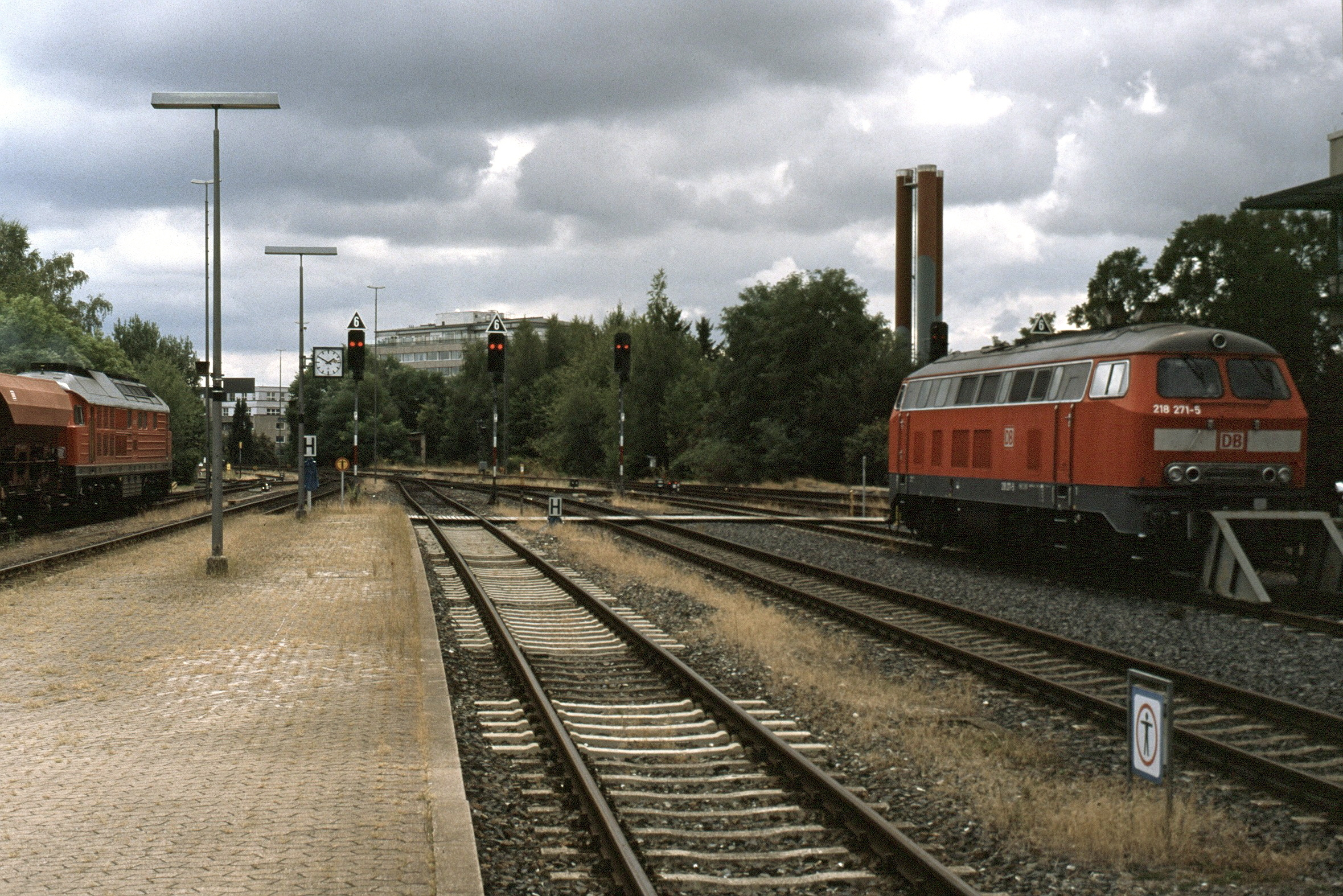
Südlicher Bahnhofskopf mit Diesellokomotiven der Baureihen 232 (links) und 218, 2003

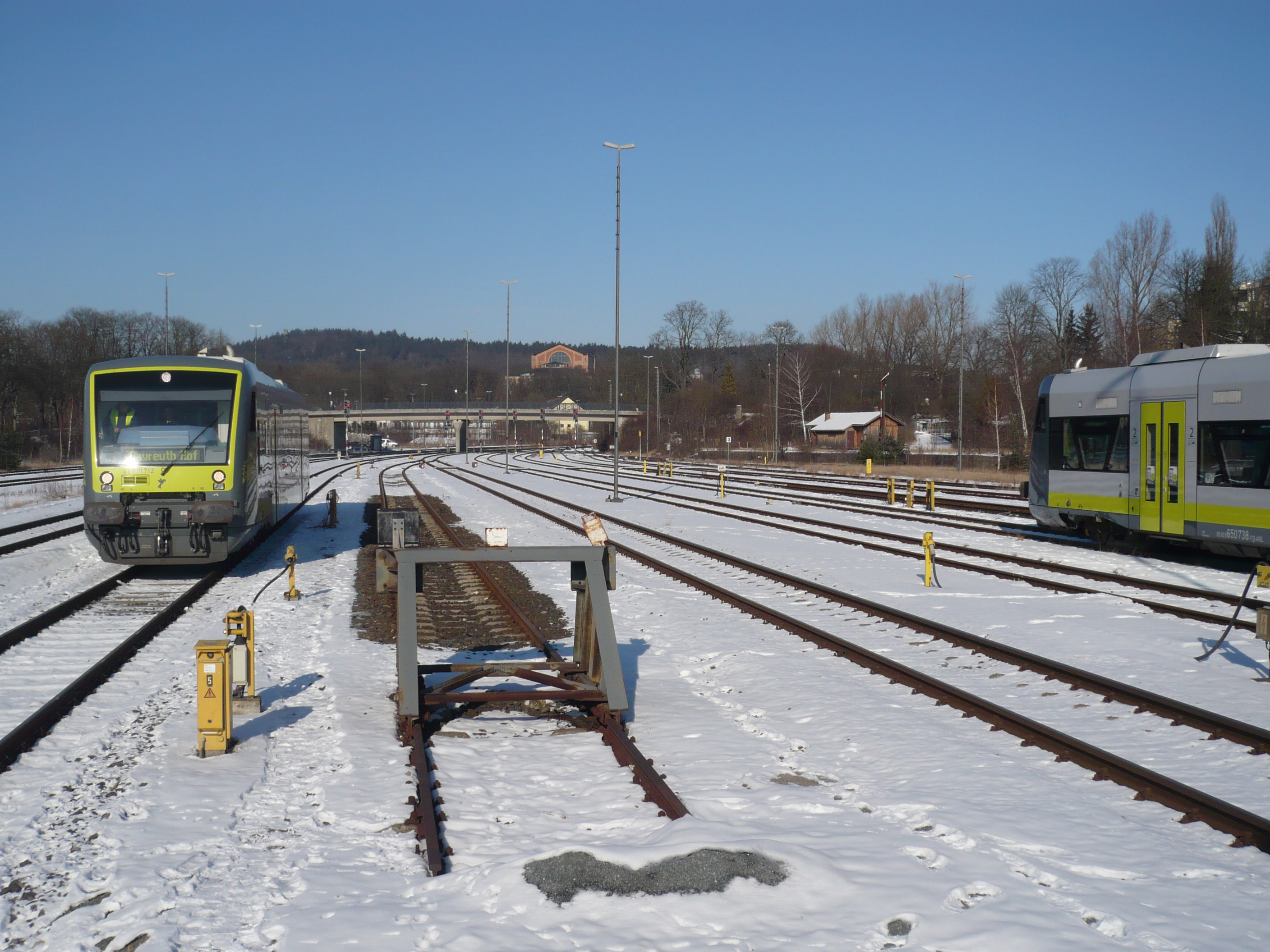
Nördliches Bahnhofsvorfeld mit Stadler Regio-Shuttle RS1 der Agilis, im Hintergrund die neue Straßenbrücke, 2012

Alle Bahnstrecken rund um Bayreuth sind nicht elektrifiziert. Als Regional-Express kamen bis 2012 vorwiegend Dieseltriebzüge der Baureihe 610 zum Einsatz, seitdem verkehrt nur noch die Baureihe 612. Die agilis-Nahverkehrszüge bestehen aus Triebwagen des Typs Stadler Regio-Shuttle RS1 (Baureihe 650).
Als Fernverkehrszüge wurden von 2001 bis 2003 Triebzüge der Baureihe 605 zwischen Dresden und Nürnberg über Bayreuth eingesetzt. Diese Züge wurden wegen Problemen abgestellt und zunächst durch Intercity-Züge, gezogen von Dieselloks der Baureihe 234, ersetzt.
Seit Dezember 2006 gibt es in Bayreuth keinen Fernverkehr mehr. Stattdessen wurde die damals neu geschaffene Zuggattung Interregio-Express eingeführt. Er verband bis Dezember 2013 als Franken-Sachsen-Express Nürnberg über Bayreuth mit Dresden, seitdem verkehrt in dessen Taktlage ein Regional-Express von Nürnberg nach Hof, wo Umsteigemöglichkeit nach Dresden besteht.

### Verkehr
Der Bayreuther Hauptbahnhof wird heute von drei Regionalexpresslinien der Deutschen Bahn-Tochter DB Regio AG Bayern und zwei Regionalbahnen der privaten agilis Verkehrsgesellschaft mbH bedient.
| Linie | Strecke                                                                                 | Strecke                                                                                 | Frequenz                                                         | Betreiber       |
| ----- | --------------------------------------------------------------------------------------- | --------------------------------------------------------------------------------------- | ---------------------------------------------------------------- | --------------- |
| RE30  | Nürnberg – Neuhaus (Pegnitz) – Pegnitz – Bayreuth (– Trebgast – Münchberg – Hof)        | Nürnberg – Neuhaus (Pegnitz) – Pegnitz – Bayreuth (– Trebgast – Münchberg – Hof)        | Zwei-Stunden-Takt Bayreuth – Hof Stundentakt Nürnberg – Bayreuth | DB Regio Bayern |
| RE32  | Nürnberg – Hersbruck – Pegnitz – Bayreuth – Neuenmarkt-Wirsberg – Lichtenfels – Bamberg | Nürnberg – Hersbruck – Pegnitz – Bayreuth – Neuenmarkt-Wirsberg – Lichtenfels – Bamberg | Zwei-Stunden-Takt alternierend mit RE 38                         | DB Regio Bayern |
| RE38  | Nürnberg – Hersbruck – Pegnitz – Bayreuth – Neuenmarkt-Wirsberg – Lichtenfels – Coburg  | Nürnberg – Hersbruck – Pegnitz – Bayreuth – Neuenmarkt-Wirsberg – Lichtenfels – Coburg  | Zwei-Stunden-Takt alternierend mit RE 32                         | DB Regio Bayern |
| RB24  | (Bad Rodach –) Coburg – Lichtenfels – Kulmbach – Neuenmarkt-Wirsberg – Bayreuth         | (Bad Rodach –) Coburg – Lichtenfels – Kulmbach – Neuenmarkt-Wirsberg – Bayreuth         | Stundentakt                                                      | Agilis          |
| RB24  | Bayreuth – Kirchenlaibach – Marktredwitz – Hof (– Bad Steben)                           | Bayreuth – Kirchenlaibach – Marktredwitz – Hof (– Bad Steben)                           | Stundentakt                                                      | Agilis          |
| RB34  | Weiden – Kirchenlaibach – Bayreuth – Weidenberg                                         | Weiden – Kirchenlaibach – Bayreuth – Weidenberg                                         | Stundentakt                                                      | Agilis          |
| RB34  | Coburg – Lichtenfels – Kulmbach – Neuenmarkt-Wirsberg – Bayreuth –                      | Kirchenlaibach – Weiden                                                                 | ein Zugpaar                                                      | Agilis          |
| RB34  | Coburg – Lichtenfels – Kulmbach – Neuenmarkt-Wirsberg – Bayreuth –                      | Weidenberg                                                                              | ein Zugpaar                                                      | Agilis          |

### Sonstiges
Im Jahr 2022 wurde am Hauptbahnhof das erste Fahrradparkhaus der Stadt eröffnet. In einem gesicherten Bereich stehen zunächst 68 Stellplätze zur Verfügung, im ungesicherten Bereich weitere 88 Plätze. Im Jahr 2023 soll die Anlage auf insgesamt 300 überdachte Fahrradstellplätze erweitert werden.
Um batterieelektrische Züge laden zu können, die ab den frühen 2030er Jahren eingesetzt werden sollen, sollen im Bahnhof, im Vorgriff auf geplante Elektrifizierungen, Lademöglichkeiten entstehen.

## Trivia
Nach dem Tod Richard Wagners in Venedig kam dessen Familie mit dem Sarg des Komponisten am 17. Februar 1883 kurz vor Mitternacht in einem Salonwagen in Bayreuth an. Der Sargwagen mit seinem Leichnam blieb auf einem Nebengleis des Bahnhofs stehen, während die Nacht- und Morgenzüge zahlreiche Freunde, Verehrer und Journalisten in die Stadt brachten. Erst um 16 Uhr des folgenden Tags holte die örtliche Feuerwehr den Sarg aus dem Waggon.